# Сельское хозяйство России

Динамика индекса объёма продукции сельского хозяйства в России в 1989—2015 годах, в процентах от уровня 1989 года, в сопоставимых ценах

Динамика экспорта продовольствия и сельхозсырья из России в 1995—2016 годах, в $млрд и % к объёму российского экспорта товаров

Сельское хозяйство России — крупная отрасль российской экономики.
Доля сельского хозяйства (агропромышленого комплекса (АПК)) в валовой добавленной стоимости в России — около 4,5 % (2016).
Доля занятых в сельском хозяйстве — около 9 % (2015).

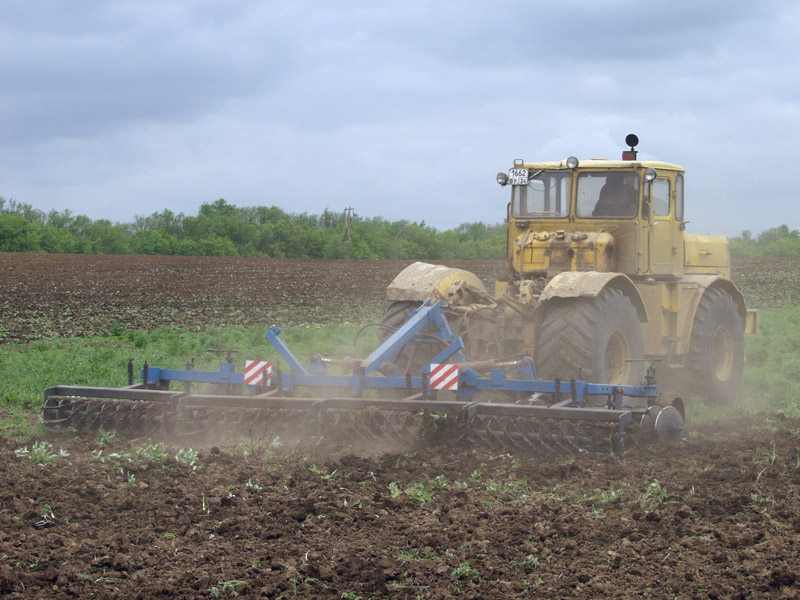
Культивация поля в Волгоградской области

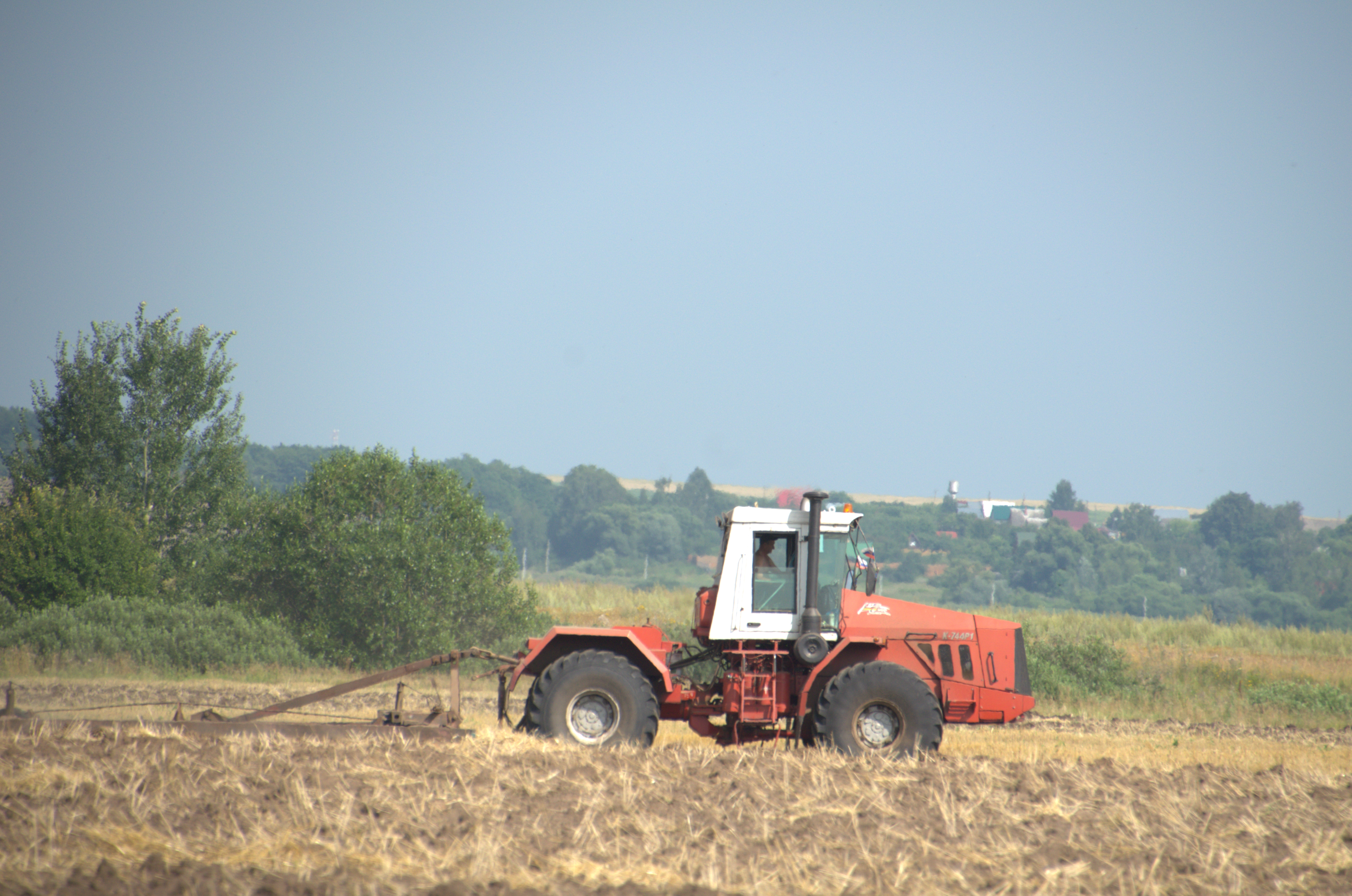
Пахота во Владимирской области

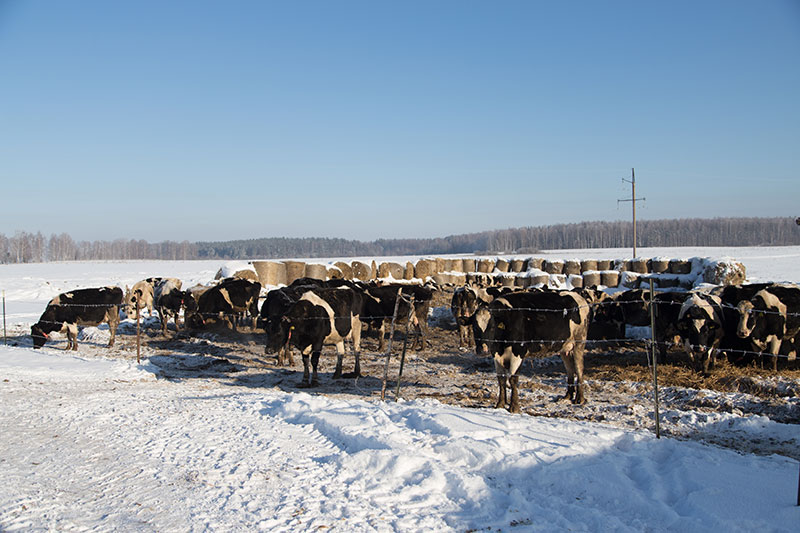
Роботизированная животноводческая ферма Сяпина, Мосальский район Калужской области

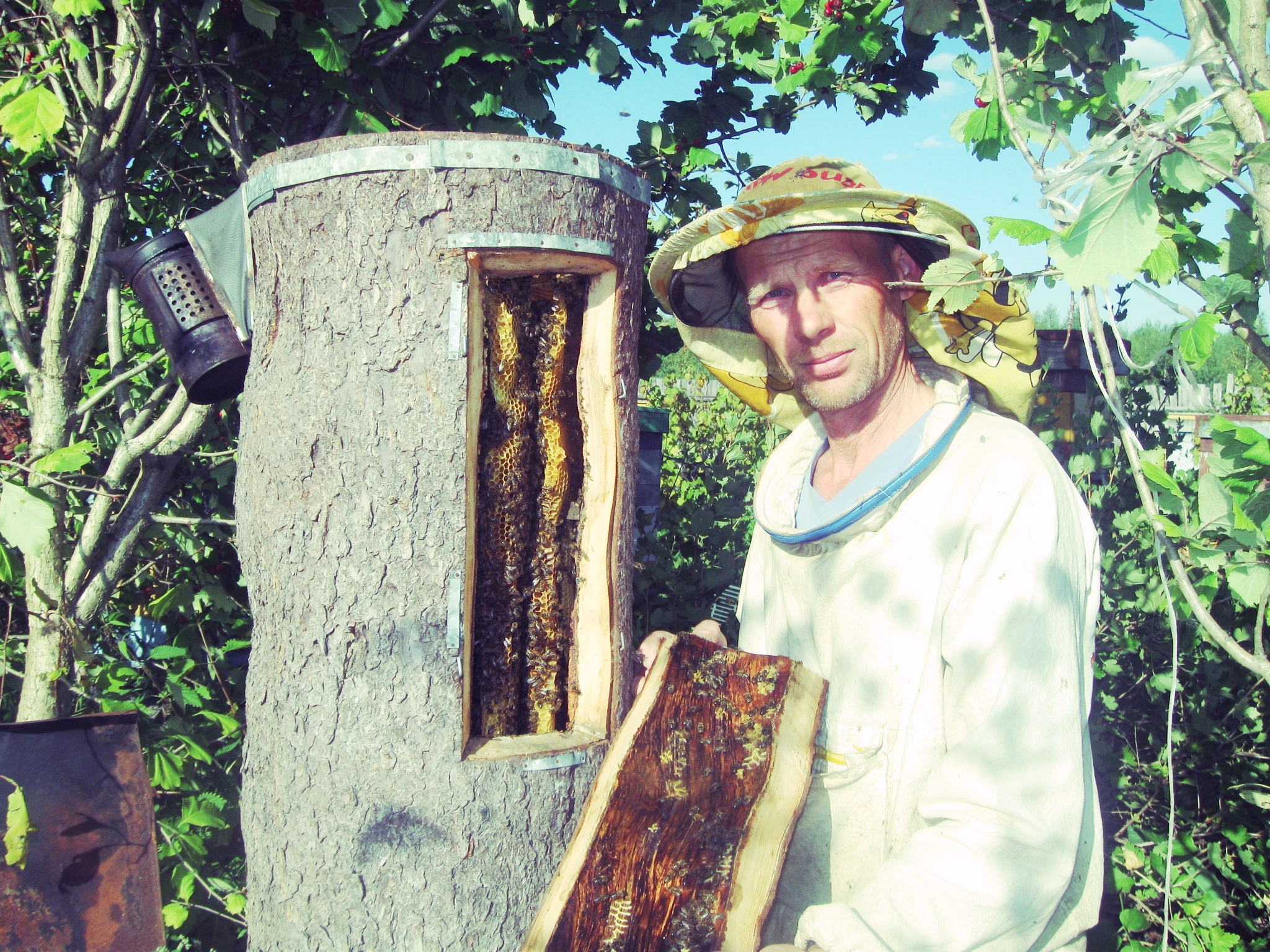
Потомственный пчеловод Геннадий Гордеев, деревня Бараново, Владимирская область

Объём сельскохозяйственного производства в России в 2017 году составил 5,7 трлн рублей (около $100 млрд).
Ведущей отраслью является растениеводство, на которое приходится 54 % объёма сельхозпроизводства, доля животноводства — 46 %.
Структура сельхозпроизводства по типам хозяйств: сельскохозяйственные организации — 53 %, хозяйства населения — 35 %, фермеры — 13 %.
Стоимость валовой продукции сельского хозяйства составила 5,11 трлн р. в 2018.
Россия является крупным экспортёром сельхозпродукции. В частности, по экспорту пшеницы Россия занимает 1-е место среди стран мира. Общий объём экспорта продовольствия и сельхозсырья из России достиг наивысшего значения в 2021 году — 38 млрд долларов. Россия является нетто-экспортёром продовольственных товаров, объём их экспорта превосходит объём импорта. По заявлению министра сельского хозяйства Алексея Гордеева Россия может прокормить около миллиарда человек, имея при 2 % общемирового населения 10 % продуктивной пашни мира и 20 % мировых запасов пресной воды. Автор книги «А чем Россия не Нигерия?» И. Ю. Смирнов считает, что Россия может прокормить от 160 до 200 миллионов человек, вероятнее всего около 180 миллионов человек.

## История

### До 1918 года

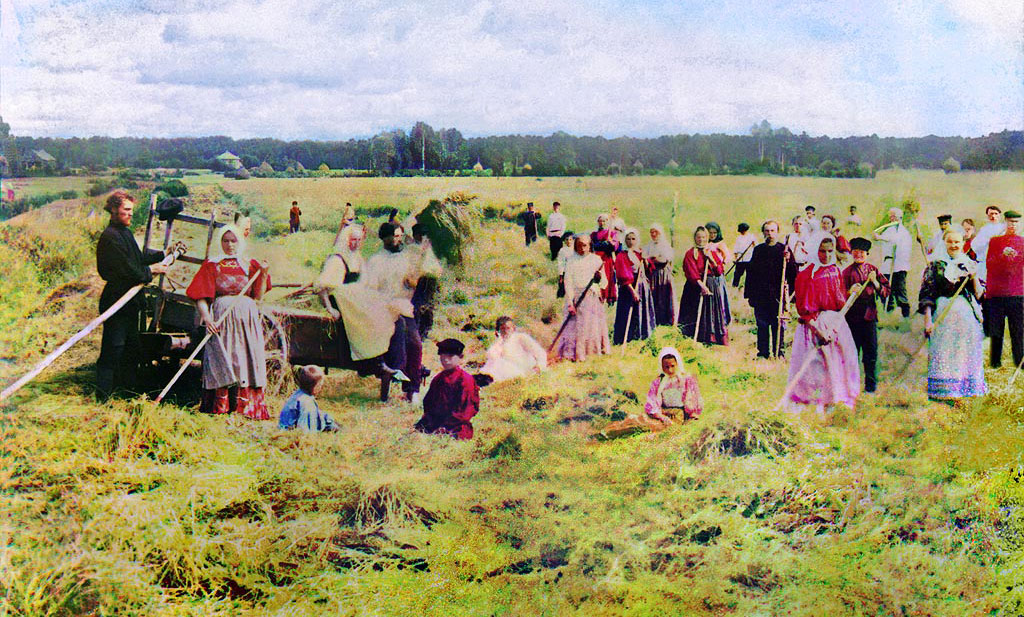
С. М. Прокудин-Горский. На сенокосе, 1909 год

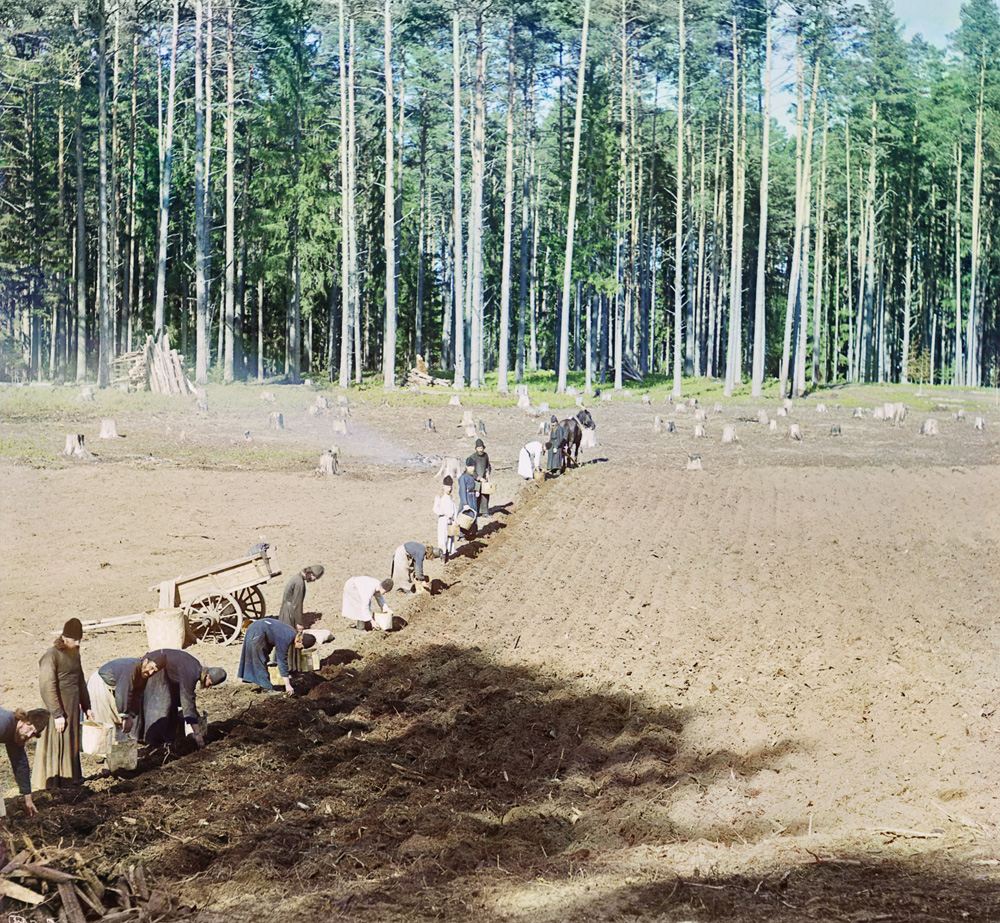
Прокудин-Горский С. М. Монахи Гефсиманского скита на острове Городомля сажают катрофель, 1910 год

До 1917 года площадь орошаемых земель в Российской империи составляла 3,8 млн га, осушенных — 3,2 млн га. Преобладающей отраслью сельского хозяйства в начале XX века было зерновое хозяйство. Посевы зерновых составляли 88,6 % всех посевов. Валовое производство за 1901—1913 гг. достигало в среднем около 4 миллиардов рублей (около 2,1 млрд долл.) при всей продукции полеводства в 5 млрд рублей.
Зерно было основной экспортной статьёй России. Так, в 1913 году удельный вес зерновой продукции составлял 47 % от всего экспорта и 57 % от экспорта сельхозпродукции. На экспорт шло более половины всего товарного зерна (1876—1888 — 42,8 %, 1911—1913- 51 %). В 1909—1913 зерновой экспорт достиг максимальных размеров — 11,9 млн т всех зерновых, из которых 4,2 млн т пшеницы и 3,7 млн т ячменя. 25 % экспорта давала Кубань. На мировом рынке зерновой экспорт из России составлял до 28,1 % всего мирового экспорта. При общей посевной площади в примерно 80 млн га (105 млн га в 1913 году) урожайность зерновых, однако, была одной из самых низких в мире.
Основным товарным производителем зерна (свыше 70 %) были помещики и зажиточные крестьяне, доля основной массы крестьянства (15-16 млн индивидуальных крестьянских хозяйств) в товарной продукции была около 28 % при уровне товарности около 15 % (47 % у помещиков и 34 % у зажиточных крестьян). Энергетические мощности сельского хозяйства составляли 23,9 млн л. с. (1 л. с. = 0,736 квт), из них механические только 0,2 млн л. с. (менее 1 %). Энерговооружённость крестьянских хозяйств не превышала 0,5 л. с. (на 1 работника), энергообеспеченность — 20 л. с. (на 100 га посевов). Почти все сельскохозяйственные работы производились вручную или при помощи живой тяги. В 1910 году в распоряжении крестьянских хозяйств было 7,8 млн сох и косуль, 2,2 млн деревянных и 4,2 млн железных плугов, 17,7 млн деревянных борон. Минеральных удобрений (преимущественно импортных) приходилось не более 1,6 кг на гектар посева (в помещичьих и кулацких хозяйствах).

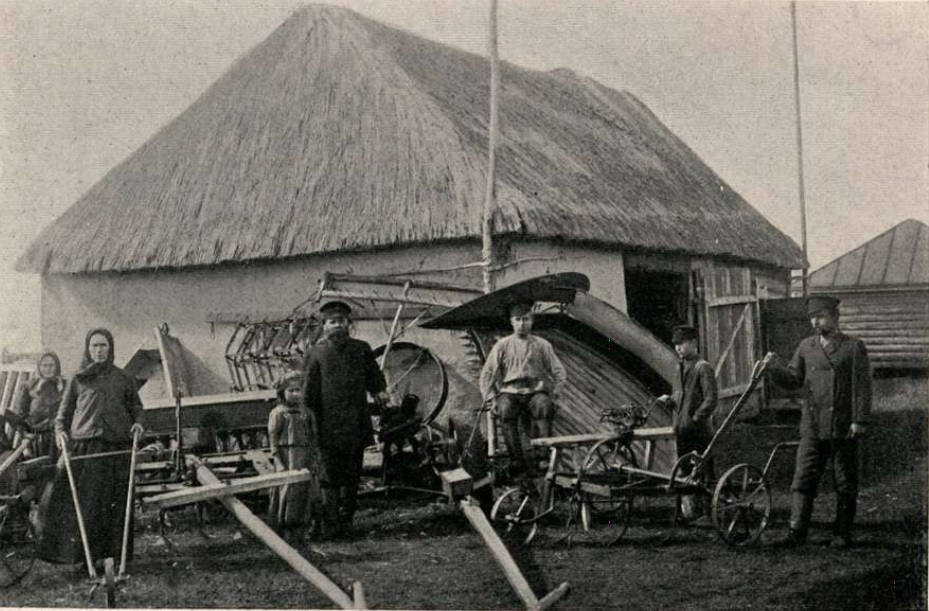
Сельскохозяйственные машины и орудия Фёдора Щукина. Село Елань (из книги «Крестьянское хозяйство в России», Халютин, П. В., 1915)

Сельское хозяйство велось экстенсивными методами; продуктивность земледелия и животноводства была низкой (ср. урожай зерновых в 1909-18 — около 7,4 ц/га, среднегодовой удой молока от коровы — около 1000 кг). Отсталость сельского хозяйства, его полная зависимость от природных условий служили причиной частых неурожаев, массовой гибели скота; в неурожайные годы голод охватывал миллионы крестьянских хозяйств.
Осенью 1913 года в Киеве состоялся Первый сельскохозяйственный съезд, на который собрались местные агрономы и землемеры, те, кто принимал самое непосредственное участие в осуществлении столыпинской реформы. На съезде была сделана попытка не только подвести итоги реформы, но и наметить дальнейшие пути реформирования деревни. В частности, был сделан вывод о том, что аграрная реформа буксует, что большинству крестьян она ничего не даёт, поэтому нужно искать параллельные или альтернативные варианты решения аграрного вопроса. Важнейшим из них было названо создание сельскохозяйственных артелей, поставлен вопрос о необходимости коллективизации сельского хозяйства. Схожие выводы, дополненные предложением национализации земли, были озвучены накануне февральских событий 1917 года и обнародованы почти одновременно с падением монархии представителями Московского общества сельского хозяйства, Союза кооператоров и Земского союза.
Сельское хозяйство страны было подорвано Первой мировой и Гражданской войнами. По данным Всероссийской сельскохозяйственной переписи 1917 года, работоспособное мужское население в деревне уменьшилось по сравнению с 1914 годом на 47,4 %; поголовье лошадей — главной тягловой силы — с 20,9 млн до 12,8 млн. Сократились поголовье скота, посевные площади, снизилась урожайность сельскохозяйственных культур. В стране начался продовольственный кризис.
В 1914 году площадь обрабатываемых земель в Российской империи составляла 97,5 млн га, лугов — 33,3 млн га. Средняя урожайность пшеницы — 8,2 ц/га.

### Советский период

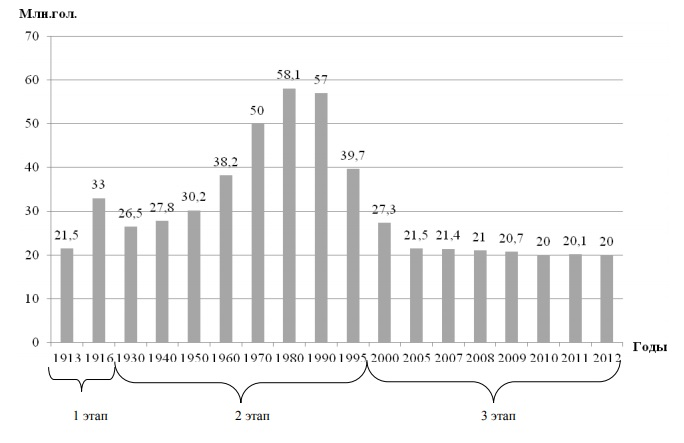
Динамика поголовья крупного рогатого скота в России в хозяйствах всех категорий (из статьи Г. М. Винокурова и др., 2014)

В 1923 году посевы зерновых составляли 63,9 млн га. В 1927 году общая посевная площадь составила 112,4 млн га. Средняя урожайность зерновых культур за 1924—1928 годы составила 7,5 ц/га.
В декабре 1927 года на XV съезде ВКП(б) был провозглашён курс на коллективизацию сельского хозяйства. К 1938 году было коллективизировано 93 % крестьянских хозяйств и 99,1 % посевной площади. Энергетические мощности сельского хозяйства увеличились за 1928—40 с 21,3 млн л. с. до 47,5 млн; в расчёте на 1 работника — с 0,4 до 1,5 л. с., на 100 га посевов — с 19 до 32 л. с. Внедрение сельскохозяйственной техники, увеличение числа квалифицированных кадров обеспечили существенный рост производства основных сельскохозяйственных продуктов. В 1940 валовая продукция сельского хозяйства возросла по сравнению с 1913 на 41 %; повысились урожайность сельскохозяйственных культур, продуктивность сельскохозяйственных животных. Основными производящими единицами сельского хозяйства стали колхозы и совхозы.
В 1978 году в РСФСР был собран рекордный для советского периода урожай зерновых — 127 млн тонн.
С 1967 по 1985 гг площадь орошаемых территорий увеличилась с 9,8 до 19.7 млн га, осушенных — с 7,5 до 14,6 млн га. Из насчитывавшихся 48,7 тыс. колхозов 39 тыс. распоряжались мелиорированными землями.
В 1986 году в РСФСР было собрано 30,9 млн тонн сахарной свёклы, 43,5 млн тонн картофеля, 3,0 млн тонн подсолнечника, произведено 52,6 млн тонн молока, 8,9 млн тонн мяса.

### 1990-е годы
В 1990-х годах сельское хозяйство России переживало острый кризис. В 1990 году почти прекратилась мелиорация, с 1990 по 2005 гг площадь мелиорированных земель сократилась с 11,27 до 9,28 млн га. На пике спада в 1998 году объём сельхозпроизводства в России составил всего 53 % от уровня 1989 года. Особенно сильным было падение в животноводстве, производство мяса сократилось более чем в 2 раза.
С 1999 года сельское хозяйство перешло к росту.

### 2000-е годы
В 2001/2002 сельхозгоду Россия впервые за многие годы[уточнить] экспортировала значительный объём зерна — более 7 млн тонн. Россия вошла в десятку лидирующих стран по экспорту пшеницы и в пятёрку — по экспорту ячменя.
В 2002 году в рамках земельной реформы был принят закон, который санкционировал куплю/продажу земель сельскохозяйственного назначения.
В 2003 году было принято решение о введении квот на импорт мяса. Это способствовало росту российского мясного животноводства.
В 2006 году в России было начато осуществление приоритетного национального проекта «Развитие АПК», направленного на стимулирование развития сельского хозяйства путём оказания масштабной государственной поддержки сельхозпроизводителям.
По итогам 2000-х годов сельское хозяйство России выросло на 42 %. Рост растениеводства был опережающим (57 %), по общему объёму производства отрасль полностью преодолела последствия кризиса 1990-х годов. Животноводство выросло на 27 % Улучшилась структура сельхозпроизводства: доля сельхозорганизаций и фермеров в объёме выпуска увеличилась с 45 % до 53 %.. Российский экспорт продовольствия и сельхозсырья вырос в 10 раз и составил $9,97 млрд в 2009 году.

### 2010-е годы

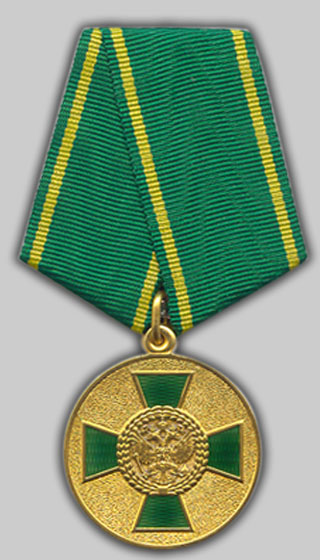
Медаль «За труды по сельскому хозяйству» учреждена в 2004 год

В 2014 году было достигнуто пиковое значение продовольственного экспорта России размером в 18,9 млрд долларов.
В 2015 году рост сельского хозяйства составил 2,6 % Производство мяса достигло рекордного уровня за постсоветский период.
В 2016 году рост сельхозпроизводства ускорился до 4,4 %. Были получены рекордные в современной истории России урожаи зерна (119 млн тонн), в том числе — пшеницы, кукурузы, гречихи, сорго, а также сахарной свёклы, подсолнечника, сои, овощей. По итогам года Россия впервые заняла 1-е место в мире по экспорту пшеницы, опередив США и Канаду; за границу было продано 25 млн тонн пшеницы, что на 14 % больше, чем в предыдущем году.
Благодаря рекордному урожаю сахарной свёклы Россия стала крупным экспортёром сахара.
Также Россия впервые заняла 1-е место в мире по экспорту кориандра. Россия также впервые вошла в 10-ку крупнейших мировых производителей сои.
В 2016 году объём продовольственного экспорта увеличился в сравнении с 2015 годом на 4 % и достиг 17 млрд долларов. Объём экспорта сельхозпродукции и продовольствия превысил экспорт вооружений (15,3 млрд долларов). Была проведена Всероссийская сельскохозяйственная перепись
В 2017 году активный рост сельского хозяйства продолжился, индекс сельхозпроизводства вырос на 2,4 %. Получен рекордный урожай зерновых (свыше 134 млн тонн). Экспорт агропродукции из России составил рекордные $20,7 млрд. По итогам 2017/2018 сельхозгода Россия впервые заняла 2-е место среди стран мира по объёму экспорта зерна (в предыдущем сельхозгоду она занимала 4-е место) и вновь заняла 1-е место по экспорту пшеницы.
По итогам 2018 года был установлен очередной рекорд аграрного экспорта из России — 25 млрд долларов (+20 % к предыдущему году).
В феврале 2019 года Росстат повысил оценку урожая зерна в России в 2018 году до 113,255 млн тонн (январская оценка Минсельхоза — до 110 млн тонн). При этом объём экспорта (по данным на октябрь 2018 года и без учёта торговли со странами Евразийского экономического союза) составил более 18 млн тонн зерна, что на 17 % больше, чем за аналогичный период прошлого года.
По итогам 2010-х годов индекс сельхозпроизводства в России вырос на 27 %. Рост растениеводства был опережающим (33 %), животноводство выросло на 19 %. Урожай зерна увеличился на 25 %, сахарной свёклы — в 2,2 раза, подсолнечника — в 2,4 раза, овощей — на 13 %, производство мяса выросло на 52 %. Продолжилось улучшение структуры сельхозпроизводства: доля сельхозорганизаций и фермеров в объёме выпуска увеличилась с 53 % до 71 %. Российский экспорт продовольствия и сельхозсырья вырос в 2,5 раза и составил $25 млрд в 2019 году.

### 2020-е годы
По итогам 2020 года впервые в новейшей истории России объём продовольственного экспорта из России превысил объём импорта продовольственных товаров. Экспорт продукции АПК по итогам 2020 года составил $30,665 млрд (+20 % к предыдущему году). Экспорт продовольствия в 2020 году дал около 10 % всей экспортной выручки России.
2021 год вновь оказался рекордным по объёму продовольственного экспорта из России, объём экспорта сельхозпродукции превысил объём импорта. Общий объём экспорта продовольствия и сельхозсырья из России в этом году достиг $38 млрд
Нарастив продажи на внешние рынки на 21 % до $37,1 млрд, Россия в 2021 году заняла среди ведущих агроэкспортёров 18-е место с долей 2 %. Положительная динамика по всем категориям российской продукции, в том числе по зерну — на 12 % до $11,4 млрд, масложировым продуктам — на 48 % до $7,3 млрд, рыбе и морепродуктам — на 25 % до $6,7 млрд, мясной продукции — на 32 % до $1,2 млрд, товарам пищевой и перерабатывающей промышленности — на 15 % до 5,2 млрд долл. Среднее ежегодное увеличение глобального аграрного экспорта в 2016—2021 годах 6 %, при этом Россия показывала совокупный среднегодовой темп роста 16 %.
Согласно заявлению президента РФ В. В. Путина уровень самообеспечения в племенном животноводстве по крупному рогатому скоту молочных пород за 2022 год составит 64 %; мясных пород — 98,2 %; овец — 98,5 %; свиней — 84,6 %. За 2022 год сбор зерна составил около 150 млн тонн в чистом весе. В 2022 году урожай зерна в чистом весе составил 153,8 млн тонн, в том числе 104,4 млн тонн пшеницы.
По планам посевная площадь в 2023 году вырастет на 50 тыс. га и превысит 82 млн га. Площадь под зерновыми и зернобобовыми увеличится на 136 тыс. га и составит 47,6 млн га. Площади под пшеницей сократят на 500 тыс. гектаров. Площади под яровым ячменем вырастут на 400 тыс. га, а под горохом более чем на 125 тыс. га. Площадь под рисом и гречихой запланирована чуть выше 2022 года. Планируется рост по сахарной свёкле и сое. Посевов подсолнечника нужно не менее 9,8 млн га, а масличного льна — не менее 2,2 млн га.
По данным Росстата в 2022 году Российская Федерация увеличила производство сельскохозяйственной продукции на 10,2 %. В растениеводстве — на 15,9 %, животноводстве — 2,4 %. Российские сельхозорганизации, фермеры, личные подсобные хозяйства в 2022 году произвели продукции на 8 трлн 850 млрд 887 млн рублей. В растениеводстве — 5 трлн 265 млрд 637 млн рублей, животноводстве — 3 трлн 585 млрд 250 млн рублей. Рост производства в фермерских хозяйствах и у индивидуальных предпринимателей в 2022 году составил 20,1 %. Их доля в общем объёме производства сельскохозяйственной продукции также выросла до 16,2 %.
В марте 2023 года президент РФ Владимир Путин сообщил о том, что урожай, собранный в 2022 году, объёмом 153—155 млн тонн стал рекордным за всю историю России и РСФСР.
В мае 2023 года президент РФ Владимир Путин сообщил о росте индекса сельхозпроизводства в 2022 году до 110,2 % и рекордном урожае зерна, достигшем 158 млн тонн. Он также отметил, что страна самостоятельно обеспечивает себя основными видами продовольствия: зерна на 185,4 %, мясом — 101,6 %, рыбой —153 %, растительным маслом — 211 %.
В то же время министр сельского хозяйства Дмитрий Патрушев сообщил, что посевная площадь в 2023 году составит более 85 млн га. По его словам, сбор зерновых в 2023 году составит порядка 123 млн тонн, из которых 78 млн тонн — пшеницы.
В 2023 году Россия экспортировала, по оценкам Минсельхоза РФ, сельхозпродукции на сумму 45 млрд долл., в том числе зерно, растительные масла, рыбу и морепродукты; от экспорта в страны Евросоюза Россия выручила  2,9 млрд долларов, поставив немногим более 1 миллиона тонн зерна.
В середине января 2024 г. Палата представителей США приняла законопроект «No Russian Agricultural Act», который требует  от министра финансов США дать указание американским исполнительным директорам международных финансовых институтов поддерживать инвестиции в проекты, снижающие зависимость от России в сфере сельскохозяйственной продукции (но нет прямой информации о возможном запрете на импорт российского продовольствия).
За 10 лет введённых западных ограничений против российского АПК выпуск продуктов питания в РФ увеличился на 43%, сельскохозяйственной продукции на 33,2%. Сбор зерновых вырос с 92,4 млн т до 150 млн т, сахарной свеклы – с 39,3 млн до 53,2 млн т., плодов и ягод – с 0,7 млн т до 1,9 млн т. Производство масличных поднялось с 13,2 млн до 29,9 млн т., плодоовощной продукции – с 4,4 млн до 7,5 млн т. Производство свиней выросло с 3,6 млн т до 6,06 млн т (на 67%), скота и птицы с 12,2 млн до 16,53 млн т. (36%), рыбы — с  4,3 млн т до 5,4 млн т, молока  — с 29,9 млн т до 33,8 млн (13,2%). Увеличилась и государственная поддержка сектора с 198,1 млрд руб. в 2013 г. до 442,6 млрд руб.
В 2023 году уровень самообеспечения картофелем в России вырос на 6,5% и достиг 101% — впервые с 2015 года. Самообеспеченность РФ по мясу составила 101,7%, рыбе — 152%, яйцам — 98,6%, молоку — 86%, бахчевым культурам — 89,1%.

### Прогнозы
По состоянию на 2023 год в некоторых регионах России происходит ухудшение условий для ведения сельского хозяйства. В частности Калмыкия, Белгородская, Курская, Саратовская и Астраханская области, Ставропольский край, южная Сибирь и частично Южный Урал, Волгоградская и Оренбургская области и Северный Кавказ испытывают вододефицит. Согласно расчётам в 2035 году с недостатком воды для орошения столкнутся все регионы Нижней Волги, южная Западная Сибирь и частично Дальний Восток.

## Отрасли

### Растениеводство

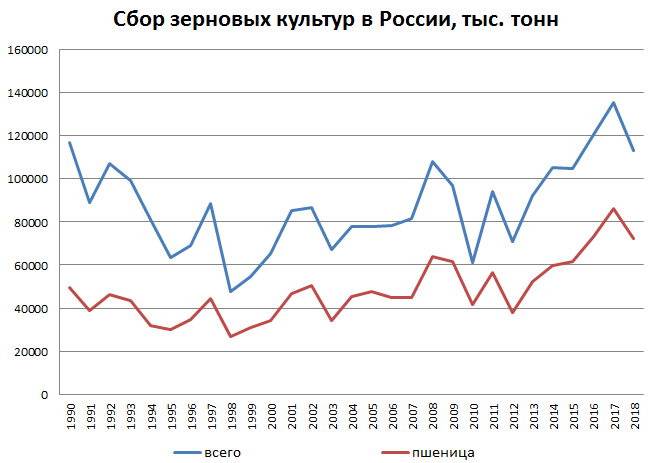
Сбор зерновых культур в России в 1990—2018 годах

Из-за нахождения большей части территории страны в зоне севера на долю сельскохозяйственных земель приходится 13 % от общей площади России (в том числе на пашню — 8 %, это 10 % всех пахотных земель мира).
Свыше 4/5 пашни в стране приходится на Центральное Поволжье, Северный Кавказ, Урал и Западную Сибирь.
Большая часть (70 %) сельскохозяйственных угодий находится в европейской части страны (в том числе 18,7 % в Поволжском, 16,2 — в Уральском, 11,5 — в Северо-Кавказском экономических районах), а за Уралом выделяется Западно-Сибирский экономический район — 16,3 %.
Согласно сельскохозяйственной переписи 2016 года 44 % сельхозугодий в России не используется.
По данным на 2021 год, владельцами наиболее крупных земельных угодий в России являются компании «Агрокомплекс им. Н. И. Ткачева», «Продимекс», «Мираторг», «Степь», «Русагро».
Большая часть посевной площади используется под зерновые и зернобобовые культуры (59 % в 2015 году), в том числе под пшеницу — 34 %, ячмень — 11 %, овёс — 4 %, кукурузу — 3 %. Остальная часть — кормовые культуры (21 %), технические культуры (16 %), картофель и овощебахчевые культуры (4 %).
Основные сельскохозяйственные культуры:
- зерновые (валовой сбор в 2016 году — 119 млн тонн, 4-е место в мире)[69][70];
  - в том числе пшеница — 70 млн тонн в 2016, исторический максимум[71]; в 2017 г. этот рекорд был побит — 85 млн т[72];
- сахарная свёкла (48 млн тонн, 1-е место в мире)[73];
- подсолнечник (11 млн тонн, 2-е место в мире)[74];
- соя (3,2 млн тонн);
- картофель (31 млн тонн, 3-е место в мире)[69][75];
- овощи (16 млн тонн).

В 2017 году собран рекордный объём зерновых и зернобобовых культур — 135,4 млн т (в весе после доработки), что на 11,2 % больше, чем в 2016 году и на 35,3 % больше среднегодового производства в 2012—2016 годах.
В этом году собрано 85,8 млн т (в весе после доработки) пшеницы, являющейся основной экспортной культурой, или на 17,1 % больше, чем в 2016 году и на 50,4 % больше среднегодового производства в 2012—2016 годах; такого урожая пшеницы в стране не было за всю историю.
В 2017 году собрано рекордное количество гречихи — 1,5 млн т (в 2016 году — 1,2 млн т) и рапса — 1,5 млн т (в 2016 году — 998,9 тыс. т). Производство рапса в 2017 году на 34,9 % превысило его среднегодовое производство в 2012—2016 годах. В 2017 году валовой сбор маслосемян сои составил 3,6 млн т, что в 1,6 раза выше показателя в среднем за 2012—2016 годы (2,3 млн т) и на 14,1 % больше, чем в 2016 году (3,1 млн т).
В 2016—2017 гг. получены наивысшие сборы овощей, их валовой сбор в 2017 году составил 16,33 млн т, что выше рекордного показателя 2016 года на 0,3 %, или 50 тыс. т, и на 16,6 % выше уровня 2012 года.
Устойчивая динамика роста отмечается в овощеводстве защищённого грунта: в 2017 году валовой сбор тепличных овощей составил 938,3 тыс. т, что на 15,3 % выше объёмов 2016 года и на 62,5 % превышает уровень 2012 года.
В 2020 году сбор зерна в России в чистом весе составил 133 млн тонн. Урожай пшеницы вырос до 85,9 млн тонн, сбор овощей снизился до 13,8 млн тонн. Урожай картофеля составил 19,577 млн тонн (-11,3 %), производство плодов и ягод 3,577 млн тонн (+2.2 %).
В 2021 году урожай пшеницы снизился (зерновые в целом −4,3 %), цены выросли; Россия остаётся мировым лидером по экспорту (ок. 20 % рынка).
| Год  | Всего       | Пшеница  | Рожь    | Ячмень   | Овёс    | Кукуруза | Просо  | Гречиха | Рис     | Тритикале | Сорго  | Зернобобовые культуры |
| ---- | ----------- | -------- | ------- | -------- | ------- | -------- | ------ | ------- | ------- | --------- | ------ | --------------------- |
| 2021 | 121397,3362 | 76057,26 | 1721,91 | 17995,91 | 3775,69 | 15239,87 | 368,14 | 919,15  | 1076,41 | 288,49    | 115,41 | 3839,12               |
| 2020 | 133464      | 85896    | 2377    | 20938    | 4132    | 13879    | 396    | 892     | 1141    | 310       | 53     | 3446                  |
| 2019 | 121199      | 74452    | 1428    | 20489    | 4424    | 14282    | 439    | 785     | 1098    | 355       | 98     | 3344                  |
| 2018 | 113255      | 72136    | 1916    | 16992    | 4719    | 11419    | 217    | 932     | 1038    | 401       | 49     | 3436                  |
| 2017 | 135539      | 86003    | 2549    | 20629    | 5456    | 13208    | 316    | 1525    | 987     | 501       | 104    | 4262                  |
| 2016 | 120677      | 73346    | 2548    | 17967    | 4766    | 15282    | 629    | 1187    | 1081    | 620       | 312    | 2940                  |
| 2015 | 104729      | 61811    | 2088    | 17499    | 4538    | 13138    | 572    | 861     | 1110    | 565       | 193    | 2354                  |
| 2014 | 105212      | 59713    | 3283    | 20377    | 5280    | 11290    | 493    | 662     | 1049    | 654       | 219    | 2192                  |
| 2013 | 92419       | 52140    | 3361    | 15387    | 4948    | 11606    | 419    | 834     | 935     | 582       | 172    | 2035                  |
| 2012 | 70941       | 37767    | 2133    | 13949    | 4042    | 8187     | 333    | 797     | 1052    | 464       | 45     | 2172                  |
| 2011 | 94247       | 56293    | 2971    | 16935    | 5342    | 6937     | 878    | 800     | 1056    | 523       | 60     | 2451                  |
| 2010 | 61007       | 41555    | 1635    | 8354     | 3225    | 3068     | 133    | 339     | 1061    | 258       | 9      | 1370                  |
| 2009 | 97024       | 61663    | 4333    | 17877    | 5406    | 3953     | 264    | 564     | 913     | 508       | 13     | 1529                  |
| 2008 | 108188      | 63781    | 4504    | 23151    | 5838    | 6672     | 710    | 924     | 738     | …         | 76     | 1793                  |
| 2007 | 81478       | 44927    | 3909    | 15559    | 5384    | 3795     | 417    | 1004    | 705     | …         | 40     | 1291                  |
| 2006 | 78227       | 44927    | 2959    | 18037    | 4860    | 3510     | 599    | 865     | 681     | …         | 35     | 1754                  |
| 2005 | 77803       | 47615    | 3622    | 15684    | 4545    | 3060     | 455    | 605     | 571     | …         | 28     | 1618                  |
| 2004 | 77832       | 45434    | 2864    | 17088    | 4937    | 3373     | 1113   | 649     | 470     | …         | 44     | 1861                  |
| 2003 | 66962       | 34070    | 4147    | 17926    | 5169    | 2031     | 974    | 525     | 448     | …         | 33     | 1639                  |
| 2002 | 86479       | 50622    | 7122    | 18678    | 5683    | 1499     | 293    | 302     | 488     | …         | 27     | 1764                  |
| 2001 | 85084       | 46996    | 6632    | 19478    | 7719    | 808      | 550    | 574     | 496     | …         | 35     | 1797                  |
| 2000 | 65420       | 34460    | 5444    | 14039    | 6002    | 1489     | 1124   | 997     | 584     | …         | 83     | 1197                  |
| 1999 | 54637       | 30997    | 4781    | 10576    | 4393    | 1034     | 925    | 578     | 443     | …         | 32     | 879                   |
| 1998 | 47771       | 26995    | 3266    | 9765     | 4656    | 800      | 451    | 465     | 412     | …         | 8      | 954                   |
| 1997 | 88461       | 44235    | 7476    | 20752    | 9383    | 2652     | 1216   | 628     | 328     | …         | 12     | 1779                  |
| 1996 | 69195       | 34834    | 5928    | 15913    | 8326    | 1081     | 441    | 482     | 389     | …         | 9      | 1792                  |
| 1995 | 63406       | 30118    | 4098    | 15786    | 8562    | 1738     | 488    | 597     | 462     | …         | 13     | 1541                  |
| 1994 | 81297       | 32128    | 5989    | 27054    | 10757   | 892      | 482    | 781     | 523     | …         | 12     | 2677                  |
| 1993 | 99094       | 43547    | 9166    | 26843    | 11556   | 2441     | 1128   | 806     | 688     | …         | 21     | 2898                  |
| 1992 | 106856      | 46167    | 13887   | 26989    | 11241   | 2135     | 1535   | 1038    | 754     | …         | 28     | 3080                  |
| 1991 | 89094       | 38899    | 10639   | 22174    | 10372   | 1969     | 1040   | 688     | 773     | …         | 33     | 2506                  |
| 1990 | 116676      | 49596    | 16431   | 27235    | 12326   | 2451     | 1946   | 809     | 896     | …         | 62     | 4922                  |

|      |                      |                       |                 | Масличные культуры | Масличные культуры    | Масличные культуры | Масличные культуры | Масличные культуры | Масличные культуры | Масличные культуры   |
|      |                      |                       |                 | Рапс               | Рапс                  | Рапс               |                    |                    |                    |                      |
| Год  | Семена льна-долгунца | Волокно льна-долгунца | Сахарная свекла | Всего              | Подсолнечник на зерно | Соя                | Горчица            | Всего              | Рапс озимый        | Рапс яровой (кольза) |
| ---- | -------------------- | --------------------- | --------------- | ------------------ | --------------------- | ------------------ | ------------------ | ------------------ | ------------------ | -------------------- |
| 2021 | 3,77                 | 25,95                 | 41201,67        | 24850,39           | 15656,33              | 4759,91            | 144,59             | 2793,78            | 729,67             | 2064,11              |
| 2018 | 7                    | 37                    | 42066           | 19525              | 12756                 | 4027               | 124                | 1989               | 344                | 1644                 |
| 2017 | 8                    | 39                    | 51913           | 16497              | 10481                 | 3622               | 98                 | 1510               | 339                | 1171                 |
| 2016 | 8                    | 41                    | 51325           | 16271              | 11015                 | 3143               | 73                 | 1001               | 167                | 834                  |
| 2015 | 8                    | 45                    | 38989           | 13854              | 9289                  | 2716               | 67                 | 1013               | 267                | 747                  |
| 2014 | 6                    | 37                    | 33476           | 12870              | 8481                  | 2371               | 93                 | 1336               | 452                | 884                  |
| 2013 | 5                    | 39                    | 29292           | 13150              | 9852                  | 1520               | 50                 | 1259               | 391                | 868                  |
| 2012 | 7                    | 46                    | 45031           | 10574              | 7501                  | 1688               | 38                 | 945                | 157                | 789                  |
| 2011 | 6                    | 43                    | 47609           | 12234              | 9069                  | 1648               | 82                 | 957                | 291                | 667                  |
| 2010 | 5                    | 35                    | 22241           | 7463               | 5347                  | 1226               | 36                 | 671                | 395                | 275                  |
| 2009 | 9                    | 52                    | 24863           | 8192               | 6458                  | 946                | 24                 | 667                | 308                | 359                  |
| 2008 | 7                    | 52                    | 28984           | 8976               | 7352                  | 747                | 31                 | 752                | 247                | 506                  |
| 2007 | 7                    | 47                    | 28832           | 7039               | 5672                  | 651                | 11                 | 630                | 227                | 404                  |
| 2006 | 5                    | 36                    | 30673           | 8218               | 6743                  | 805                | 64                 | 522                | 127                | 395                  |
| 2005 | 10                   | 56                    | 21276           | 7557               | 6470                  | 686                | 63                 | 304                | 142                | 162                  |
| 2004 | 13                   | 58                    | 21809           | 5726               | 4810                  | 554                | 55                 | 277                | 154                | 123                  |
| 2003 | 11                   | 55                    | 19355           | 5580               | 4887                  | 392                | 86                 | 192                | 45                 | 147                  |
| 2002 | 15                   | 38                    | 15659           | 4275               | 3688                  | 423                | 35                 | 115                | 53                 | 63                   |
| 2001 | 23                   | 58                    | 14553           | 3182               | 2682                  | 350                | 28                 | 113                | 62                 | 51                   |
| 2000 | 18                   | 51                    | 14051           | 4473               | 3919                  | 342                | 46                 | 149                | 62                 | 87                   |
| 1999 | 11                   | 24                    | 15226           | 4673               | 4149                  | 334                | 43                 | 135                | 15                 | 120                  |
| 1998 | 9                    | 34                    | 10796           | 3426               | 2993                  | 295                | 7                  | 125                | 48                 | 76                   |
| 1997 | 15                   | 23                    | 13879           | 3275               | 2829                  | 280                | 58                 | 104                | 33                 | 71                   |
| 1996 | 21                   | 59                    | 16165           | 3225               | 2763                  | 283                | 39                 | 135                | 24                 | 110                  |
| 1995 | 27                   | 69                    | 19072           | 4667               | 4200                  | 290                | 47                 | 123                | 11                 | 113                  |
| 1994 | 22                   | 54                    | 13946           | 3154               | 2553                  | 422                | 51                 | 122                | 13                 | 110                  |
| 1993 | 25                   | 58                    | 25468           | 3455               | 2765                  | 497                | 79                 | 97                 | 20                 | 77                   |
| 1992 | 44                   | 78                    | 25548           | 3883               | 3110                  | 505                | 69                 | 164                | 67                 | 98                   |
| 1991 | 44                   | 102                   | 24280           | 3820               | 2896                  | 622                | 80                 | 181                | 83                 | 98                   |
| 1990 | 48                   | 71                    | 32327           | 4662               | 3427                  | 717                | 192                | 258                | 105                | 153                  |

|      |           | Oвощи открытого грунта | Oвощи открытого грунта | Oвощи открытого грунта | Oвощи открытого грунта | Oвощи открытого грунта | Oвощи открытого грунта | Oвощи открытого грунта | Oвощи открытого грунта | Oвощи открытого грунта | Oвощи открытого грунта | Oвощи открытого грунта |                                      |                                      |
| Год  | Kартофель | Всего                  | Капуста всех видов     | Огурцы                 | Помидоры               | Свекла столовая        | Морковь столовая       | Лук репчатый           | Чеснок                 | Кабачки                | Тыква столовая         | прочие овощи           | Овощи открытого и защищённого грунта | Бахчевые продовольственные, культуры |
| ---- | --------- | ---------------------- | ---------------------- | ---------------------- | ---------------------- | ---------------------- | ---------------------- | ---------------------- | ---------------------- | ---------------------- | ---------------------- | ---------------------- | ------------------------------------ | ------------------------------------ |
| 2018 | 22395     | 11853                  | 2519                   | 703                    | 2071                   | 838                    | 1408                   | 1642                   | 212                    | 560                    | 630                    | 1190                   | 13685                                | 1970                                 |
| 2017 | 21708     | 11979                  | 2706                   | 669                    | 1966                   | 784                    | 1438                   | 1794                   | 206                    | 531                    | 635                    | 1129                   | 13612                                | 1815                                 |
| 2016 | 22463     | 11698                  | 2743                   | 711                    | 1741                   | 816                    | 1451                   | 1634                   | 203                    | 554                    | 643                    | 1098                   | 13181                                | 1884                                 |
| 2015 | 25406     | 11881                  | 2768                   | 759                    | 1722                   | 825                    | 1404                   | 1736                   | 204                    | 606                    | 713                    | 1038                   | 13185                                | 1783                                 |
| 2014 | 24284     | 11552                  | 2701                   | 795                    | 1793                   | 819                    | 1310                   | 1651                   | 209                    | 505                    | 688                    | 980                    | 12821                                | 1531                                 |
| 2013 | 24021     | 11445                  | 2713                   | 791                    | 1758                   | 810                    | 1324                   | 1718                   | 197                    | 466                    | 627                    | 971                    | 12597                                | 1492                                 |
| 2012 | 24542     | 11724                  | 2774                   | 845                    | 1852                   | 837                    | 1326                   | 1841                   | 210                    | 497                    | 560                    | 909                    | 12792                                | 1534                                 |
| 2011 | 27985     | 12470                  | 3055                   | 957                    | 1871                   | 933                    | 1509                   | 1927                   | 209                    | 547                    | 573                    | 816                    | 13036                                | 1647                                 |
| 2010 | 18498     | 10437                  | 2396                   | 977                    | 1821                   | 737                    | 1154                   | 1411                   | 196                    | 485                    | 481                    | 722                    | 11002                                | 1233                                 |
| 2009 | 28429     | 11854                  | 2978                   | 987                    | 1986                   | 915                    | 1390                   | 1485                   | 214                    | 548                    | 572                    | 706                    | 12442                                | 1489                                 |
| 2008 | 27123     | 11793                  | 2945                   | 1016                   | 1829                   | 869                    | 1442                   | 1632                   | 221                    | 500                    | 497                    | 767                    | 12313                                | 1430                                 |
| 2007 | 26474     | 10737                  | 2605                   | 965                    | 1751                   | 806                    | 1312                   | 1284                   | 245                    | 476                    | 567                    | 688                    | 11277                                | 878                                  |
| 2006 | 28260     | 10830                  | 2751                   | 1005                   | 1927                   | 844                    | 1356                   | 1218                   | 240                    | 381                    | 476                    | 585                    | 11370                                | 774                                  |
| 2005 | 28137     | 10796                  | 2830                   | 1034                   | 1855                   | 812                    | 1287                   | 1231                   | 242                    | 407                    | 438                    | 619                    | 11348                                | 775                                  |
| 2004 | 27876     | 10675                  | 2944                   | 1000                   | 1662                   | 822                    | 1319                   | 1226                   | 220                    | 408                    | 456                    | 571                    | 11214                                | 781                                  |
| 2003 | 29358     | 11214                  | 3401                   | 1029                   | 1704                   | 909                    | 1354                   | 1158                   | 202                    | 427                    | 419                    | 575                    | 11739                                | 799                                  |
| 2002 | 26923     | 10139                  | 2860                   | 949                    | 1700                   | 759                    | 1190                   | 1074                   | 210                    | 408                    | 352                    | 580                    | 10665                                | 726                                  |
| 2001 | 29499     | 10658                  | 3180                   | 933                    | 1714                   | 820                    | 1312                   | 1096                   | 208                    | 446                    | 405                    | 498                    | 11169                                | 588                                  |
| 2000 | 29465     | 10312                  | 3017                   | 948                    | 1509                   | 853                    | 1387                   | 1134                   | 179                    | 486                    | 364                    | 398                    | 10822                                | 537                                  |
| 1999 | 27998     | 10528                  | 3549                   | 983                    | 1562                   | 798                    | 1224                   | 993                    | 165                    | 512                    | 304                    | 412                    | 11010                                | 621                                  |
| 1998 | 28953     | 9289                   | 2739                   | 1024                   | 1648                   | 745                    | 1127                   | 1009                   | 155                    | …                      | …                      | 767                    | 9746                                 | 404                                  |
| 1997 | 35138     | 10164                  | 3003                   | 1097                   | 1608                   | 878                    | 1411                   | 1059                   | 167                    | …                      | …                      | 812                    | 10630                                | 615                                  |
| 1996 | 37619     | 9843                   | …                      | …                      | …                      | …                      | …                      | …                      | …                      | …                      | …                      | …                      | 10325                                | 490                                  |
| 1995 | 39909     | 10727                  | …                      | …                      | …                      | …                      | …                      | …                      | …                      | …                      | …                      | …                      | 11275                                | 621                                  |
| 1994 | 33828     | 9076                   | …                      | …                      | …                      | …                      | …                      | …                      | …                      | …                      | …                      | …                      | 9621                                 | 458                                  |
| 1993 | 37650     | 9253                   | …                      | …                      | …                      | …                      | …                      | …                      | …                      | …                      | …                      | …                      | 9827                                 | 597                                  |
| 1992 | 38330     | 9333                   | …                      | …                      | …                      | …                      | …                      | …                      | …                      | …                      | …                      | …                      | 10018                                | 714                                  |
| 1991 | 34329     | 9672                   | …                      | …                      | …                      | …                      | …                      | …                      | …                      | …                      | …                      | …                      | 10425                                | 1033                                 |
| 1990 | 30848     | 9538                   | …                      | …                      | …                      | …                      | …                      | …                      | …                      | …                      | …                      | …                      | 10328                                | 1116                                 |

|      |                      |                       |                 | Масличные культуры | Масличные культуры    | Масличные культуры | Масличные культуры | Масличные культуры | Масличные культуры | Масличные культуры   |
|      |                      |                       |                 | Рапс               | Рапс                  | Рапс               |                    |                    |                    |                      |
| Год  | Семена льна-долгунца | Волокно льна-долгунца | Сахарная свекла | Всего              | Подсолнечник на зерно | Соя                | Горчица            | Всего              | Рапс озимый        | Рапс яровой (кольза) |
| ---- | -------------------- | --------------------- | --------------- | ------------------ | --------------------- | ------------------ | ------------------ | ------------------ | ------------------ | -------------------- |
| 2021 | 3,77                 | 25,95                 | 41201,67        | 24850,39           | 15656,33              | 4759,91            | 144,59             | 2793,78            | 729,67             | 2064,11              |
| 2018 | 7                    | 37                    | 42066           | 19525              | 12756                 | 4027               | 124                | 1989               | 344                | 1644                 |
| 2017 | 8                    | 39                    | 51913           | 16497              | 10481                 | 3622               | 98                 | 1510               | 339                | 1171                 |
| 2016 | 8                    | 41                    | 51325           | 16271              | 11015                 | 3143               | 73                 | 1001               | 167                | 834                  |
| 2015 | 8                    | 45                    | 38989           | 13854              | 9289                  | 2716               | 67                 | 1013               | 267                | 747                  |
| 2014 | 6                    | 37                    | 33476           | 12870              | 8481                  | 2371               | 93                 | 1336               | 452                | 884                  |
| 2013 | 5                    | 39                    | 29292           | 13150              | 9852                  | 1520               | 50                 | 1259               | 391                | 868                  |
| 2012 | 7                    | 46                    | 45031           | 10574              | 7501                  | 1688               | 38                 | 945                | 157                | 789                  |
| 2011 | 6                    | 43                    | 47609           | 12234              | 9069                  | 1648               | 82                 | 957                | 291                | 667                  |
| 2010 | 5                    | 35                    | 22241           | 7463               | 5347                  | 1226               | 36                 | 671                | 395                | 275                  |
| 2009 | 9                    | 52                    | 24863           | 8192               | 6458                  | 946                | 24                 | 667                | 308                | 359                  |
| 2008 | 7                    | 52                    | 28984           | 8976               | 7352                  | 747                | 31                 | 752                | 247                | 506                  |
| 2007 | 7                    | 47                    | 28832           | 7039               | 5672                  | 651                | 11                 | 630                | 227                | 404                  |
| 2006 | 5                    | 36                    | 30673           | 8218               | 6743                  | 805                | 64                 | 522                | 127                | 395                  |
| 2005 | 10                   | 56                    | 21276           | 7557               | 6470                  | 686                | 63                 | 304                | 142                | 162                  |
| 2004 | 13                   | 58                    | 21809           | 5726               | 4810                  | 554                | 55                 | 277                | 154                | 123                  |
| 2003 | 11                   | 55                    | 19355           | 5580               | 4887                  | 392                | 86                 | 192                | 45                 | 147                  |
| 2002 | 15                   | 38                    | 15659           | 4275               | 3688                  | 423                | 35                 | 115                | 53                 | 63                   |
| 2001 | 23                   | 58                    | 14553           | 3182               | 2682                  | 350                | 28                 | 113                | 62                 | 51                   |
| 2000 | 18                   | 51                    | 14051           | 4473               | 3919                  | 342                | 46                 | 149                | 62                 | 87                   |
| 1999 | 11                   | 24                    | 15226           | 4673               | 4149                  | 334                | 43                 | 135                | 15                 | 120                  |
| 1998 | 9                    | 34                    | 10796           | 3426               | 2993                  | 295                | 7                  | 125                | 48                 | 76                   |
| 1997 | 15                   | 23                    | 13879           | 3275               | 2829                  | 280                | 58                 | 104                | 33                 | 71                   |
| 1996 | 21                   | 59                    | 16165           | 3225               | 2763                  | 283                | 39                 | 135                | 24                 | 110                  |
| 1995 | 27                   | 69                    | 19072           | 4667               | 4200                  | 290                | 47                 | 123                | 11                 | 113                  |
| 1994 | 22                   | 54                    | 13946           | 3154               | 2553                  | 422                | 51                 | 122                | 13                 | 110                  |
| 1993 | 25                   | 58                    | 25468           | 3455               | 2765                  | 497                | 79                 | 97                 | 20                 | 77                   |
| 1992 | 44                   | 78                    | 25548           | 3883               | 3110                  | 505                | 69                 | 164                | 67                 | 98                   |
| 1991 | 44                   | 102                   | 24280           | 3820               | 2896                  | 622                | 80                 | 181                | 83                 | 98                   |
| 1990 | 48                   | 71                    | 32327           | 4662               | 3427                  | 717                | 192                | 258                | 105                | 153                  |

|      |           | Oвощи открытого грунта | Oвощи открытого грунта | Oвощи открытого грунта | Oвощи открытого грунта | Oвощи открытого грунта | Oвощи открытого грунта | Oвощи открытого грунта | Oвощи открытого грунта | Oвощи открытого грунта | Oвощи открытого грунта | Oвощи открытого грунта |                                      |                                      |
| Год  | Kартофель | Всего                  | Капуста всех видов     | Огурцы                 | Помидоры               | Свекла столовая        | Морковь столовая       | Лук репчатый           | Чеснок                 | Кабачки                | Тыква столовая         | прочие овощи           | Овощи открытого и защищённого грунта | Бахчевые продовольственные, культуры |
| ---- | --------- | ---------------------- | ---------------------- | ---------------------- | ---------------------- | ---------------------- | ---------------------- | ---------------------- | ---------------------- | ---------------------- | ---------------------- | ---------------------- | ------------------------------------ | ------------------------------------ |
| 2018 | 22395     | 11853                  | 2519                   | 703                    | 2071                   | 838                    | 1408                   | 1642                   | 212                    | 560                    | 630                    | 1190                   | 13685                                | 1970                                 |
| 2017 | 21708     | 11979                  | 2706                   | 669                    | 1966                   | 784                    | 1438                   | 1794                   | 206                    | 531                    | 635                    | 1129                   | 13612                                | 1815                                 |
| 2016 | 22463     | 11698                  | 2743                   | 711                    | 1741                   | 816                    | 1451                   | 1634                   | 203                    | 554                    | 643                    | 1098                   | 13181                                | 1884                                 |
| 2015 | 25406     | 11881                  | 2768                   | 759                    | 1722                   | 825                    | 1404                   | 1736                   | 204                    | 606                    | 713                    | 1038                   | 13185                                | 1783                                 |
| 2014 | 24284     | 11552                  | 2701                   | 795                    | 1793                   | 819                    | 1310                   | 1651                   | 209                    | 505                    | 688                    | 980                    | 12821                                | 1531                                 |
| 2013 | 24021     | 11445                  | 2713                   | 791                    | 1758                   | 810                    | 1324                   | 1718                   | 197                    | 466                    | 627                    | 971                    | 12597                                | 1492                                 |
| 2012 | 24542     | 11724                  | 2774                   | 845                    | 1852                   | 837                    | 1326                   | 1841                   | 210                    | 497                    | 560                    | 909                    | 12792                                | 1534                                 |
| 2011 | 27985     | 12470                  | 3055                   | 957                    | 1871                   | 933                    | 1509                   | 1927                   | 209                    | 547                    | 573                    | 816                    | 13036                                | 1647                                 |
| 2010 | 18498     | 10437                  | 2396                   | 977                    | 1821                   | 737                    | 1154                   | 1411                   | 196                    | 485                    | 481                    | 722                    | 11002                                | 1233                                 |
| 2009 | 28429     | 11854                  | 2978                   | 987                    | 1986                   | 915                    | 1390                   | 1485                   | 214                    | 548                    | 572                    | 706                    | 12442                                | 1489                                 |
| 2008 | 27123     | 11793                  | 2945                   | 1016                   | 1829                   | 869                    | 1442                   | 1632                   | 221                    | 500                    | 497                    | 767                    | 12313                                | 1430                                 |
| 2007 | 26474     | 10737                  | 2605                   | 965                    | 1751                   | 806                    | 1312                   | 1284                   | 245                    | 476                    | 567                    | 688                    | 11277                                | 878                                  |
| 2006 | 28260     | 10830                  | 2751                   | 1005                   | 1927                   | 844                    | 1356                   | 1218                   | 240                    | 381                    | 476                    | 585                    | 11370                                | 774                                  |
| 2005 | 28137     | 10796                  | 2830                   | 1034                   | 1855                   | 812                    | 1287                   | 1231                   | 242                    | 407                    | 438                    | 619                    | 11348                                | 775                                  |
| 2004 | 27876     | 10675                  | 2944                   | 1000                   | 1662                   | 822                    | 1319                   | 1226                   | 220                    | 408                    | 456                    | 571                    | 11214                                | 781                                  |
| 2003 | 29358     | 11214                  | 3401                   | 1029                   | 1704                   | 909                    | 1354                   | 1158                   | 202                    | 427                    | 419                    | 575                    | 11739                                | 799                                  |
| 2002 | 26923     | 10139                  | 2860                   | 949                    | 1700                   | 759                    | 1190                   | 1074                   | 210                    | 408                    | 352                    | 580                    | 10665                                | 726                                  |
| 2001 | 29499     | 10658                  | 3180                   | 933                    | 1714                   | 820                    | 1312                   | 1096                   | 208                    | 446                    | 405                    | 498                    | 11169                                | 588                                  |
| 2000 | 29465     | 10312                  | 3017                   | 948                    | 1509                   | 853                    | 1387                   | 1134                   | 179                    | 486                    | 364                    | 398                    | 10822                                | 537                                  |
| 1999 | 27998     | 10528                  | 3549                   | 983                    | 1562                   | 798                    | 1224                   | 993                    | 165                    | 512                    | 304                    | 412                    | 11010                                | 621                                  |
| 1998 | 28953     | 9289                   | 2739                   | 1024                   | 1648                   | 745                    | 1127                   | 1009                   | 155                    | …                      | …                      | 767                    | 9746                                 | 404                                  |
| 1997 | 35138     | 10164                  | 3003                   | 1097                   | 1608                   | 878                    | 1411                   | 1059                   | 167                    | …                      | …                      | 812                    | 10630                                | 615                                  |
| 1996 | 37619     | 9843                   | …                      | …                      | …                      | …                      | …                      | …                      | …                      | …                      | …                      | …                      | 10325                                | 490                                  |
| 1995 | 39909     | 10727                  | …                      | …                      | …                      | …                      | …                      | …                      | …                      | …                      | …                      | …                      | 11275                                | 621                                  |
| 1994 | 33828     | 9076                   | …                      | …                      | …                      | …                      | …                      | …                      | …                      | …                      | …                      | …                      | 9621                                 | 458                                  |
| 1993 | 37650     | 9253                   | …                      | …                      | …                      | …                      | …                      | …                      | …                      | …                      | …                      | …                      | 9827                                 | 597                                  |
| 1992 | 38330     | 9333                   | …                      | …                      | …                      | …                      | …                      | …                      | …                      | …                      | …                      | …                      | 10018                                | 714                                  |
| 1991 | 34329     | 9672                   | …                      | …                      | …                      | …                      | …                      | …                      | …                      | …                      | …                      | …                      | 10425                                | 1033                                 |
| 1990 | 30848     | 9538                   | …                      | …                      | …                      | …                      | …                      | …                      | …                      | …                      | …                      | …                      | 10328                                | 1116                                 |

|      |                                                                        | однолетние травы: | однолетние травы:       | многолетние травы: | многолетние травы: |
| Год  | корнеплодные кормовые культуры (включая сахарную свеклу на корм скоту) | на сено           | на зелёный корм и сенаж | на сено            | на зелёный корм    |
| ---- | ---------------------------------------------------------------------- | ----------------- | ----------------------- | ------------------ | ------------------ |
| 2018 | 450                                                                    | 2211              | 18426                   | 8670               | 32354              |
| 2017 | 484                                                                    | 2446              | 21274                   | 9429               | 35376              |
| 2016 | 1884                                                                   | 533               | 2730                    | 18997              | 33412              |
| 2015 | 657                                                                    | 2198              | 20198                   | 8966               | 31919              |
| 2014 | 725                                                                    | 2269              | 19353                   | 8927               | 30387              |
| 2013 | 828                                                                    | 2040              | 19785                   | 8908               | 30190              |
| 2012 | 850                                                                    | 1851              | 17989                   | 7972               | 27659              |
| 2011 | 1055                                                                   | 2090              | 25530                   | 9747               | 30663              |
| 2010 | 731                                                                    | 1359              | 16430                   | 7594               | 22825              |
| 2009 | 1114                                                                   | 1563              | 14552                   | 9284               | 32911              |
| 2008 | 1214                                                                   | 1588              | 22922                   | 9891               | 36420              |
| 2007 | 1205                                                                   | 1474              | 22116                   | 10522              | 35576              |
| 2006 | 1450                                                                   | 1573              | 23531                   | 9958               | 36344              |
| 2005 | 1520                                                                   | 1597              | 23649                   | 11192              | 38340              |
| 2004 | 1981                                                                   | 1781              | 25254                   | 11562              | 40295              |
| 2003 | 2162                                                                   | 1883              | 28066                   | 11548              | 38566              |
| 2002 | 2254                                                                   | 2024              | 28133                   | 12393              | 34755              |
| 2001 | 2756                                                                   | 1903              | 27306                   | 14256              | 43137              |
| 2000 | 3079                                                                   | 1989              | 26981                   | 13951              | 42365              |
| 1999 | 3024                                                                   | 1946              | 21986                   | 12297              | 34193              |
| 1998 | 2688                                                                   | 1953              | 22736                   | 11226              | 38205              |
| 1997 | 3938                                                                   | 2876              | 33764                   | 15959              | 45470              |
| 1996 | 3885                                                                   | 2793              | 36133                   | 15851              | 48953              |
| 1995 | 5144                                                                   | 2570              | 38686                   | 17349              | 52556              |
| 1994 | 5272                                                                   | 3763              | 57231                   | 18863              | 73526              |
| 1993 | 8050                                                                   | 4139              | 65132                   | 21036              | 85067              |
| 1992 | 8688                                                                   | 4174              | 63283                   | 20544              | 69208              |
| 1991 | 11604                                                                  | 4478              | 65867                   | 24843              | 83742              |
| 1990 | 17217                                                                  | 5631              | 87254                   | 25207              | 97623              |

*1) Данные за 2007—2017 годы приведены с учётом итогов Всероссийской сельскохозяйственной переписи 2016 года.
2) Данные по тритикале выделяются отдельной позицией в составе зерновых и зернобобовых культур, начиная с итогов за 2009 год.
3) До 2011 года — в первоначально оприходованном весе, с 2011 года — в весе после доработки.
4) За 1997—1998 гг. включая кабачки и тыкву.

| Посевные площади в РСФСР и РФ: | Посевные площади в РСФСР и РФ: | Посевные площади в РСФСР и РФ: | Посевные площади в РСФСР и РФ: | Посевные площади в РСФСР и РФ: | Посевные площади в РСФСР и РФ: | Посевные площади в РСФСР и РФ: | Посевные площади в РСФСР и РФ: | Посевные площади в РСФСР и РФ: | Посевные площади в РСФСР и РФ: | Посевные площади в РСФСР и РФ: | Посевные площади в РСФСР и РФ: | Посевные площади в РСФСР и РФ: |           |
| год                            | 1940                           | 1945                           | 1950                           | 1970                           | 1990                           | 1995                           | 2000                           | 2005                           | 2010                           | 2015                           | 2021                           | 2022                           | 2023 план |
| ------------------------------ | ------------------------------ | ------------------------------ | ------------------------------ | ------------------------------ | ------------------------------ | ------------------------------ | ------------------------------ | ------------------------------ | ------------------------------ | ------------------------------ | ------------------------------ | ------------------------------ | --------- |
| тыс. км²                       | 920,76                         | 670,61                         | 889,52                         | 1219,12                        | 1177,1                         | 1025,4                         | 854,19                         | 758,37                         | 751,88                         | 793,19                         | 799                            | 820                            | 821       |
| Источник:                      |                                |                                |                                |                                |                                |                                |                                |                                |                                |                                |                                |                                |           |

### Животноводство

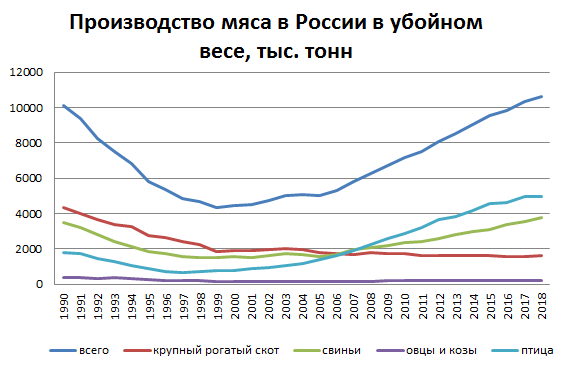
Динамика производства мяса в убойном весе в 1990—2018 годах в России, в тыс. тонн

В России развито мясо-молочное и мясо-шёрстное животноводство.
Основные виды продукции животноводства, производящиеся в России:
- мясо (в 2015 году произведено 9,6 млн тонн, 4-е место в мире)[69] (в 2016 году 9 929,0 тыс. тонн)
  - говядина (1,6 млн тонн) (в 2016 году 1 623,5 тыс. тонн)
  - свинина (3,1 млн тонн) (в 2016 году 3 388,4 тыс. тонн)

В 2020 году производство мяса в России порядка 11 млн т (в убойном весе): 4,1 млн т (37,4 % от общего объёма производства) свинина, 1,7 млн т (14,8 %) говядина, 5 млн т (45,9 %) — мясо птицы, 0,2 млн т (3,2 %) — баранина.
По производству свинины в 2020 году Россия обогнала на 25 тысяч тонн Бразилию (производство свинины в Бразилии в этом же году составило 4,251 млн тонн; ещё до 2017 года Россия активно закупала бразильскую свинину — порядка 300 тыс. тонн ежегодно) и вошла в топ-5 мировых производителей, вслед за грандами индустрии — Китаем (32 миллиона тонн в 2020 году, по оценке ИМИТ), США, Германией и Польшей.
Производство скота и птицы на убой в хозяйствах всех категорий за 2020 год увеличилось на 3,1 % до 15,635 миллиона тонн (в живом весе), выпуск свинины вырос на 8,9 %, до 5,478 миллиона тонн (производство свинины в живом весе эквивалентно 4,276 миллиона тонн в убойном весе).
- - мясо птицы (4,5 млн тонн) (в 2016 году 4 630,9 тыс. тонн)
  - прочие виды мяса (0,3 млн тонн) (в 2016 году 76,4 тыс. тонн) Баранины и козлятины в 2016 году произвели в убойном весе 209,7 тыс. тонн (465,8 тыс. тонн в живом весе), в 2015 году — 204,5 тыс. тонн
- молоко (30,8 млн тонн)

Топ-30: регионы-лидеры в производстве молока в сельхозпредприятиях на 1 декабря 2018 года. Тройка лидеров — Татарстан, Краснодарский край и Удмуртия на 1 декабря произвели 2,52 млн тонн.
В 2020 году молочная отрасль показала лучший результат за последние 10 лет. Объём производства молока превысил 32,2 млн тонн, что на 855 тыс. больше показателя 2019 года. Производство молока в 2021 году составит не менее 32,6 млн тонн, что на 1,2 % больше показателя за 2020 год.
- яйца (42,6 млрд штук)
- шерсть (56 тыс. тонн)
- мёд (68 тыс. тонн)

В структуре производства всех видов мяса в 2016 году преобладает мясо птицы — 46,6 %, на свинину пришлось 34,1 %, на говядину — 16,4 %, на баранину и козлятину — 2,1 %, на другие виды мяса — 0,8 %.
Ещё в 2001 году, доля мяса птицы (19,8 %) была ниже доли говядины (42,0 %) и свинины (33,8 %).
С начала 2000 года птицеводство ни разу не падало, а только росло и объёмы производства мяса птицы в стране выросли с 670 тыс. тонн в конце 90-х годов до практически 5 млн тонн в 2019 году.
Свиноводство: доля свинины в общем объёме производства мяса на протяжении ряда лет остаётся относительно стабильной (32—34 %).
В 2005 году был запущена национальная программа по свиноводству, и если в 2010-х Россия была основным в мире импортёром свинины, то уже к 2020 г. стала нетто-экспортёром свинины (так, в первом полугодии 2020 страна поставила на внешние рынки 88 тыс. тонн свинины, что на 96 % больше, чем годом ранее; также, российские свиноводы намерены повторить успех российских птицеводов, которые первыми прорвались на большой, но закрытый рынок Китая).
|      | Скот и птица на убой (в убойном весе) | Скот и птица на убой (в убойном весе) | Скот и птица на убой (в убойном весе) | Скот и птица на убой (в убойном весе) | Скот и птица на убой (в убойном весе) |         |                 |                                  |            |
| Год  | Всего                                 | Крупный рогатый скот                  | Свиньи                                | Овцы и козы                           | Птица                                 | Молоко  | Яйца (млн штук) | Шерсть (в физическом весе, тонн) | Мед (тонн) |
| ---- | ------------------------------------- | ------------------------------------- | ------------------------------------- | ------------------------------------- | ------------------------------------- | ------- | --------------- | -------------------------------- | ---------- |
| 2018 | 10629,4                               | 1608,1                                | 3744,2                                | 223,8                                 | 4980,0                                | 30611,2 | 44901,2         | 55471                            | 65006      |
| 2017 | 10319,0                               | 1569,3                                | 3515,7                                | 219,5                                 | 4941,0                                | 30184,5 | 44829,2         | 56733                            | 65167      |
| 2016 | 9853,3                                | 1588,8                                | 3355,1                                | 213,2                                 | 4622,4                                | 29787,2 | 43514,5         | 56006                            | 69222      |
| 2015 | 9518,5                                | 1617,1                                | 3083,2                                | 203,8                                 | 4540,9                                | 29887,5 | 42509,6         | 55495                            | 67120      |
| 2014 | 9026,0                                | 1621,4                                | 2963,6                                | 202,9                                 | 4164,3                                | 29995,2 | 41747,3         | 56044                            | 74214      |
| 2013 | 8525,3                                | 1608,0                                | 2817                                  | 189,6                                 | 3838,9                                | 29865,3 | 41390,0         | 54442                            | 67767      |
| 2012 | 8077,6                                | 1619,8                                | 2563,3                                | 190,0                                 | 3632,2                                | 31196,8 | 42132,5         | 55038                            | 64175      |
| 2011 | 7515,7                                | 1608,1                                | 2433,8                                | 188,3                                 | 3213,2                                | 31204,3 | 41288,8         | 52344                            | 59323      |
| 2010 | 7164,8                                | 1711,5                                | 2337,4                                | 184,4                                 | 2855,4                                | 31507,8 | 40758,9         | 53443                            | 51006      |
| 2009 | 6715,0                                | 1729,2                                | 2175,6                                | 182,8                                 | 2556,1                                | 32315,1 | 39468,4         | 54601                            | 53164      |
| 2008 | 6276,7                                | 1762,1                                | 2054,4                                | 173,8                                 | 2220,2                                | 32225,7 | 38077,5         | 53513                            | 57096      |
| 2007 | 5785,9                                | 1699,8                                | 1929,9                                | 167,5                                 | 1924,6                                | 31984,2 | 38161,8         | 52013                            | 53720      |
| 2006 | 5278,1                                | 1721,5                                | 1699,2                                | 156,3                                 | 1632,1                                | 31339,1 | 38216,3         | 50276                            | 55678      |
| 2005 | 4989,5                                | 1809,2                                | 1569,1                                | 154,1                                 | 1387,8                                | 31069,9 | 37139,7         | 48800                            | 52469      |
| 2004 | 5046,4                                | 1953,9                                | 1685,8                                | 144,8                                 | 1192,2                                | 31861,2 | 35900,7         | 47359                            | 52964      |
| 2003 | 4993,3                                | 2002,3                                | 1742,6                                | 134,4                                 | 1047,7                                | 33315,5 | 36625,2         | 44988                            | 48495      |
| 2002 | 4732,8                                | 1967,4                                | 1608,3                                | 136,1                                 | 955,7                                 | 33462,2 | 36377,8         | 42870                            | 49700      |
| 2001 | 4477,4                                | 1878,6                                | 1514,7                                | 134,2                                 | 885,7                                 | 32874,1 | 35241,7         | 40515                            | 52960      |
| 2000 | 4445,8                                | 1897,9                                | 1578,2                                | 140,3                                 | 767,5                                 | 32259,0 | 34084,7         | 40088                            | 54248      |
| 1999 | 4313,0                                | 1867,6                                | 1485,0                                | 143,6                                 | 748,1                                 | 32273,6 | 33134,6         | 40234                            | 51034      |
| 1998 | 4702,8                                | 2246,5                                | 1504,9                                | 178,2                                 | 690,2                                 | 33255,2 | 32744,2         | 47883                            | 49554      |
| 1997 | 4853,9                                | 2394,9                                | 1545,5                                | 199,3                                 | 630,3                                 | 34135,6 | 32198,7         | 60768                            | 48756      |
| 1996 | 5335,8                                | 2630,0                                | 1705,2                                | 229,7                                 | 689,6                                 | 35818,9 | 31902,3         | 76930                            | 46228      |
| 1995 | 5795,8                                | 2733,5                                | 1865,4                                | 261,3                                 | 859,2                                 | 39240,7 | 33830,2         | 93012                            | 57748      |
| 1994 | 6803,3                                | 3240,2                                | 2103,5                                | 315,5                                 | 1068,4                                | 42176,2 | 37476,6         | 122166                           | 43899      |
| 1993 | 7512,9                                | 3358,8                                | 2432,1                                | 359,2                                 | 1276,8                                | 46524,0 | 40297,1         | 158390                           | 52747      |
| 1992 | 8260,3                                | 3631,5                                | 2783,5                                | 329,4                                 | 1427,8                                | 47236,0 | 42902,1         | 178640                           | 49556      |
| 1991 | 9375,2                                | 3989,0                                | 3189,7                                | 347,4                                 | 1750,9                                | 51885,5 | 46874,9         | 204497                           | 48433      |
| 1990 | 10111,6                               | 4329,3                                | 3480,0                                | 395,0                                 | 1801,0                                | 55715,3 | 47469,7         | 226743                           | 46091      |

### Рыболовство и рыбоводство
Во второй половине 1980-х годов добыча рыбы в РСФСР превышала 8 млн тонн; это был третий в мире показатель. В 2004 г., выловив менее 2,9 млн тонн водных биоресурсов, вылов достиг исторического минимума с 1960-х годов, а страна опустилась на 12-е место в мировом рейтинге рыбодобывающих держав. С 2004 г. нисходящий тренд общероссийского вылова сменился восходящим и в 2018 г. суммарный годовой улов российских рыбаков достиг 5 млн тонн. В 2016 году Россия вышла на четвёртое место в мире по объёмам морского вылова дикой рыбы
Объём добычи водных биоресурсов всеми российскими пользователями в 2020 году составил 4,97 млн тонн, что на 57,4 тыс. тонн или на 1,2 % больше уровня 2019 года.
В Дальневосточном рыбохозяйственном бассейне вылов достиг 3,57 млн тонн (+4,2 %). Объём добычи минтая увеличился до 1,83 млн тонн (+6 %), Тихоокеанской сельди — до 410 тыс. тонн (+6,8 %), Тихоокеанской трески— до 171,9 тыс. тонн (+10,5 %), Камбал — до 93 тыс. тонн (+10,3 %).
Вылов пелагических видов рыб стал рекордным за последние 20 лет. По состоянию на 29 ноября 2020 общий вылов пелагических видов рыб (сардины иваси, скумбрии и сайры) суммарно составил 353,02 тыс. тонн, что на 168,6 тыс. тонн превышает уровень прошлого года (192 % от уровня 2019 года). Вылов по видам составил: Дальневосточная сардина иваси — 310,38 тыс. тонн (+179,52 тыс. тонн, или 237,18 % от уровня 2019 года), Скумбрии — 41,89 тыс. тонн (-9,32 тыс. тонн, или 81,8 %), Сайра — 744,57 тонн (- 1 658,29 тонн, или 30,99 %). В исключительной экономической зоне (ИЭЗ) России вылов составил 336,9 тыс. тонн, что на 173,02 тыс. тонн выше уровня прошлого года (205,58 % от уровня 2019 года), в открытом море добыто 3,1 тыс. тонн, в ИЭЗ Японии — 12,99 тыс. тонн. В 2021 году, по данным Росрыболовства, рекомендованный вылов сардины иваси увеличен ещё на 37 % — до 480 тысяч тонн. Добывается она кошельковым методом — это самый щадящий способ для такой нежной рыбки. Пик добычи иваси советскими рыбаками пришёлся на 1980-е годы, когда объём вылова доходил до 376 тысяч тонн, а рекордным стал 1990 год — 484,4 тысячи тонн. Однако вслед за распадом СССР иваси ушла от российских берегов. Промысел после 25-летнего перерыва возобновили в 2018 году.
В Северном рыбохозяйственном бассейне вылов составил 492 тыс. тонн (-0,6 %). Вылов Трески составил — 305,5 тыс. тонн (-3,8 %), Пикши — 88 тыс. тонн (+15,4 %), Камбалы — 12,9 тыс. тонн (+1,5 %), Зубатки — 7,2 тыс. тонн (+2,5 %).
В Западном рыбохозяйственном бассейне вылов составил 83,2 тыс. тонн (+6,2 %). Вылов Шпрота 45,1 тыс. тонн (+11,8 %), Сельди балтийской 26 тыс. тонн (+4,7 %).
В Волжско-Каспийском рыбохозяйственном бассейне вылов составил 81,3 тыс. тонн (+9,4 %). Вылов частиковых видов рыб — 28,21 тыс. тонн (-2,56 тыс. тонн), водных биоресурсов — 30,22 тыс. тонн (-0,73 тыс. тонн), вылов Кильки вырос в 4,7 раза и достиг 13,6 тыс. тонн.
В Азово-Черноморском рыбохозяйственном бассейне вылов составил 68,5 тыс. тонн (-8,2 %). Вылов Хамсы составил 31,1 тыс. тонн (-0,15 %), Шпрота— 18,3 тыс. тонн (+2 %), Тюльки — 2,2 тыс. тонн (-34 %).
В конвенционных районах, зонах иностранных государств и открытой части Мирового океана российский флот добыл 626,5 тыс. тонн (-12,2 %), в том числе в зонах иностранных государств 326,1 тыс. тонн (-54,3 тыс. тонн), в конвенционных районах и открытой части Мирового океана — 287,8 тыс. тонн (-41,6 тыс. тонн).
В 2023 году лососевая путина показывает второй, после рекордного 2018 года, результат по вылову — 600 тыс. тонн, из них горбуша 478 тыс. тонн. Камчатский край — рыбаки добыли 491 тыс. тонн (+11,5 % к 2021) — 84 % всего дальневосточного вылова. Сахалинская область — 63,2 тыс. тонн (+30 %), Хабаровский край — 28,3 тыс. тонн (+10 %), Магаданская область- 14,5 тыс. тонн (+44 %), Приморский край — 1,6 тыс. тонн (в 6,8 раза выше показателя 2021 года). Вылов на Чукотке составил 1271 тонну лососей, или 21,4 % от плана.
| Улов рыбы, в т.ч                    | 4505 | 4812 | 4955 | 5110 | 4998 | 4975 | 5061  | 4920  |
| Тресковые, в т.ч                    | 2457 | 2605 | 2647 | 2506 | 2608 | 2691 | 2619  | 2690  |
| - минтай                            | 1624 | 1738 | 1736 | 1680 | 1732 | 1827 | 1740  | 1921  |
| - треска                            | 462  | 487  | 513  | 468  | 479  | 480  | 522   | 470   |
| - путассу (северная)                | 186  | 174  | 191  | 171  | 220  | 181  | 163   | 128   |
| - пикша                             | 92   | 116  | 109  | 90   | 77   | 89   | 98    | 82    |
| - навага                            | 39   | 36   | 45   | 54   | 51   | 54   | 44    | 43    |
| - макрурус (макрорус)               | 23   | 24   | 26   | 22   | 30   | 39   | 28    | 29    |
| Сельдевые, анчоусовые, в т.ч        | 620  | 639  | 695  | 652  | 768  | 919  | 885   | 981   |
| - сельдь тихоокеанская              | 386  | 400  | 426  | 373  | 387  | 403  | 416   | 479   |
| - сельдь атлантическо-скандинавская | 67   | 72   | 91   | 64   | 98   | 75   | 93    | 86    |
| - сельдь балтийская (салака)        | 21   | 21   | 22   | 24   | 24   | 25   | 23    | 25    |
| - сардины (Атлантика)               | 56   | 53   | 39   | 46   | 35   | 12   | 9     | 8     |
| - сардина иваси                     | 0    | 7    | 17   | 62   | 131  | 305  | 241   | 288   |
| - (шпрот) килька (+каспийская)      | 57   | 56   | 51   | 53   | 57+3 | 63+6 | 58+25 | 50+28 |
| Скумбрия                            | 215  | 215  | 295  | 321  | 308  | 234  | 272   | 218   |
| Камбаловые                          | 124  | 125  | 127  | 128  | 132  | 136  | 112   | 117   |
| Морские окуни, зубатки              | 142  | 134  | 135  | 121  | 128  | 125  | 128   | 116   |
| Ставридовые, кефалевые, сайра       | 131  | 117  | 90   | 78   | 55   | 58   | 59    | 73    |
| Карповые                            | 90   | 109  | 114  | 98   | 97   | 101  | 102   | 101   |
| Прочие пресноводные                 | 48   | 57   | 66   | 55   | 44   | 49   | 48    | 48    |
| Корюшковые                          | 62   | 24   | 31   | 97   | 27   | 26   | 20    | 48    |
| Сиговые                             | 13   | 18   | 21   | 13   | 14   | 14   | 12    | 14    |
| Лососевые, в т.ч                    | 377  | 452  | 360  | 685  | 509  | 306  | 545   | 273   |
| - горбуша                           | 158  | 266  | 204  | 511  | 329  | 175  | 425   | 143   |
| - кета                              | 145  | 121  | 100  | 113  | 113  | 83   | 76    | 76    |
| - нерка                             | 51   | 51   | 42   | 44   | 51   | 31   | 31    | 39    |
| - кижуч                             | 15   | 7    | 9    | 11   | 9    | 10   | 8     | 10    |
| Морские беспозвоночные, в т.ч       | 170  | 221  | 235  | 268  | 277  | 295  | 245   | 222   |
| Кальмары                            | 54   | 87   | 83   | 102  | 98   | 124  | 83    | 70    |
| Крабы                               | 64   | 72   | 86   | 96   | 92   | 93   | 96    | 97    |
| Креветки                            | 15   | 17   | 22   | 27   | 42   | 35   | 23    | 15    |
| Иглокожие                           | 13   | 14   | 15   | 15   | 17   | 15   | 16    | 16    |
| Водоросли                           | 7    | 14   | 9    | 8    | 18   | 8    | 6     | 6     |

### Вино-водочная промышленность
Ликёро-водочная промышленность:
За 2021 год Россия экспортировала крепкого алкоголя на 195 миллионов долларов (на 20 % больше, чем в 2020 году).
Основная часть экспортного объёма традиционно приходится на водку, отгрузки которой выросли на 5,6 % (до 2,3 млн дал, в пересчёте на 100 % спирта) в физическом выражении и на 12 % (до 160 млн долларов) в денежном;
Экспорт крепкого алкоголя осуществлялся более чем в 75 стран, крупнейшими покупателями стали европейские страны — Латвию (поставки увеличились на 51 %), Великобритания и Германия.

## Потребление
В 2024 году Россия превысила по потреблению белка животного происхождения уровень позднего СССР: 27,9 против 27,6 кг на душу населения в 1990 году. После распада СССР потребление животного протеина падало и к 1999 году показатель составил 16 кг на человека. Рост начался с 2000 года и уже в 2010 году потребление протеина достигло 22 кг на россиянина. Рост потребления протеина связан с развитием собственного производства и повышением доходов. Главный вклад в потребление белка вносят мясные продукты (+84% относительно 1999 года) и молоко (+65%). Рыба и морепродукты (+129%) оттеснили яйца на четвёртое место (+31%). Потребление морепродуктов 22,7 кг, что составляет около 3 кг протеина. Потребление яиц достигло 290 штук, что эквивалентно 2 кг протеина.
В 2024 году производство скота и птицы на убой в хозяйствах всех категорий достигло 16,9 млн т в живой массе (12,2 млн тонн мяса в убойном весе). Наибольшая доля приходится на птицу (7,2 млн т, или 42,5%), на втором месте свиньи (6,3 млн т, или 37,2%), на третьем — крупный рогатый скот (2,9 млн т, или 17%), на четвертом — овцы и козы (0,4 млн т, или 2,6%).
Рекомендуемая Минздравом норма потребления составляет 74 кг мяса на душу населения. Наряду с ростом производства мяса, в России ежегодно увеличивается потребление, которое в 2024 году достигло 83 кг на человека.
В 2024 году вылов водных биоресурсов в России составил 4,9 миллиона тонн. Потребление рыбы и рыбопродуктов составило 23,5 кг на человека. Рекомендуемая Минздравом норма потребления составляет 28 кг рыбы на душу населения (до 2022 года рекомендация 22 кг).
| Год  | Картофель | Овощи и продовольственные бахчевые культуры | Фрукты и ягоды | Мясо и мясопродукты в пересчёте на мясо | Молоко и молочные продукты в пересчёте на молоко | Яйца и яйцепродукты — штук | Сахар | Масло растительное | Хлебные продукты (хлеб и макаронные изделия в пересчёте на муку, мука, крупа и бобовые) |
| ---- | --------- | ------------------------------------------- | -------------- | --------------------------------------- | ------------------------------------------------ | -------------------------- | ----- | ------------------ | --------------------------------------------------------------------------------------- |
| 2015 | 112       | 111                                         | 61             | 73                                      | 239                                              | 269                        | 39    | 13,6               | 118                                                                                     |
| 2014 | 111       | 111                                         | 64             | 74                                      | 244                                              | 269                        | 40    | 13,8               | 118                                                                                     |
| 2013 | 111       | 109                                         | 64             | 75                                      | 248                                              | 269                        | 40    | 13,7               | 118                                                                                     |
| 2012 | 111       | 109                                         | 61             | 74                                      | 249                                              | 276                        | 40    | 13,7               | 119                                                                                     |
| 2011 | 110       | 106                                         | 60             | 71                                      | 246                                              | 271                        | 40    | 13,5               | 119                                                                                     |
| 2010 | 104       | 101                                         | 58             | 69                                      | 247                                              | 269                        | 39    | 13,4               | 120                                                                                     |
| 2009 | 112       | 102                                         | 55             | 66                                      | 244                                              | 260                        | 37    | 13,0               | 118                                                                                     |
| 2008 | 111       | 99                                          | 53             | 66                                      | 242                                              | 252                        | 39    | 12,7               | 119                                                                                     |
| 2007 | 108       | 93                                          | 51             | 61                                      | 240                                              | 255                        | 39    | 12,7               | 120                                                                                     |
| 2006 | 110       | 90                                          | 48             | 58                                      | 237                                              | 256                        | 39    | 12,5               | 121                                                                                     |
| 2005 | 109       | 87                                          | 46             | 55                                      | 234                                              | 250                        | 38    | 12,1               | 121                                                                                     |
| 2004 | 108       | 85                                          | 43             | 54                                      | 232                                              | 243                        | 37    | 11,6               | 119                                                                                     |
| 2003 | 109       | 84                                          | 39             | 52                                      | 231                                              | 246                        | 36    | 11,0               | 120                                                                                     |
| 2002 | 106       | 80                                          | 39             | 50                                      | 227                                              | 244                        | 36    | 10,5               | 121                                                                                     |
| 2001 | 109       | 81                                          | 35             | 47                                      | 219                                              | 235                        | 35    | 10,4               | 120                                                                                     |
| 2000 | 109       | 79                                          | 32             | 45                                      | 215                                              | 229                        | 35    | 9,9                | 117                                                                                     |
| 1999 | 108       | 79                                          | 27             | 45                                      | 214                                              | 221                        | 34    | 9,3                | 119                                                                                     |
| 1998 | 114       | 74                                          | 30             | 48                                      | 220                                              | 217                        | 33    | 8,8                | 117                                                                                     |
| 1997 | 122       | 76                                          | 33             | 50                                      | 230                                              | 211                        | 33    | 8,4                | 118                                                                                     |
| 1996 | 123       | 74                                          | 31             | 51                                      | 233                                              | 208                        | 33    | 8,0                | 118                                                                                     |
| 1995 | 124       | 76                                          | 29             | 55                                      | 254                                              | 216                        | 32    | 7,5                | 122                                                                                     |
| 1994 | 123       | 68                                          | 28             | 57                                      | 281                                              | 238                        | 31    | 6,7                | 124                                                                                     |
| 1993 | 127       | 71                                          | 29             | 59                                      | 294                                              | 251                        | 31    | 7,0                | 123                                                                                     |
| 1992 | 118       | 77                                          | 32             | 60                                      | 282                                              | 263                        | 30    | 6,7                | 125                                                                                     |
| 1991 | 113       | 86                                          | 35             | 69                                      | 347                                              | 288                        | 38    | 7,8                | 121                                                                                     |
| 1990 | 106       | 89                                          | 35             | 75                                      | 387                                              | 297                        | 47    | 10,2               | 120                                                                                     |

## Экспорт
Экспорт продукции АПК по итогам 2020 года по данным ФТС составил: страны дальнего зарубежья — 22993,6 млн долларов, страны СНГ — 6622,5 млн долларов; итого 29,6 млрд долларов.
На конец 2021 года экспорт стал рекордным и по сравнению с прошлым годом увеличился на 21 %, и превысил 30 млрд долларов.
По данным Минсельхоза за 10 месяцев 2022 года РФ увеличила три раза экспорт муки и круп по сравнению с тем же периодом прошлого года. Турция увеличила свои закупки российской муки в 140 раз. Среди основных покупателей — Грузия, чей экспорт из России вырос в 8,9 раз и Афганистан — в 9.6 раз. По предварительным расчётам экспорт муки составил около 632 тыс. тонн, годом ранее он составлял 165,1 тыс. Продажи гречки за рубеж составили 15,279 тыс. тонн (6 тыс. тонн годом ранее).
По данным центра «Агроэкспорт», рост показателей аграрного экспорта из России в 2022 году стал самым высоким в мире. В течение указанного периода РФ поставляла продукцию своего АПК в около 160 стран мира. В 2022 году по информации Федеральной таможенной службы экспорт российского АПК по сравнению с 2021 годом вырос на 14,8 % и составил 41,3 млрд долларов.
Согласно обзору «Аграрный экспорт регионов России» при Минсельхозе РФ Россия продала за рубеж продукции АПК на 41,6 млрд долларов. Ведущими импортерами стали: Китай — 5,1 млрд долларов, Турция — 5,1 млрд, Казахстан — 3,4 млрд, Беларусь — 2,8 млрд, Южная Корея — 2,3 млрд. 32,3 % от общей выручки составил экспорт зерновых, 21,9 % — масложировая продукция, 14,6 % — иная продукция АПК, 14,2 — рыба и морепродукты, 12,7 % — продукция пищевой и перерабатывающей промышленности. Среднегодовой совокупный рост экспорта сельскохозяйственной продукции РФ с 2018 по 2022 год составил около 13 %.
В июне 2023 года вице-премьер РФ Виктория Абраменко сообщила, что по 2022 году экспорт продукции российского АПК увеличился на 12 % и превысил АПК 41,5 млрд долларов. Она отметила рост географии экспорта по дружественным странам, который не только смог компенсировать закрытие торговых отношений с недружественными странами, но и помог нарастить поставки в рублевом и физическом выражении. К июню 2023 года РФ заключила более 750 контрактов на 1,5 миллиона тонн продукции на поставку за рубеж зерна, масла и сахара в национальных валютах. Основными торговыми партнерами стали Ираном, Сирия, Египтет и страны СНГ. Позже она заявила, что в планах России к 2030 году подняться в мировом рейтинге стран-экспортеров продовольствия с 18-го места в десятку крупнейших. На данный, момент по её словам, РФ поставляет продовольствие в 160 стран мира.
В 2023 году самым крупным покупателем муки из РФ стал Ирак — с января по октябрь он приобрел 150 тысяч тонн данной продукции. На втором месте — Грузия, импортировавшая 126 тыс. тонн. На третьем — Китай, купивший 100 тыс. тонн. Всего за указанный период Россия отправила на экспорт 990 тысяч тонн пшеничной и пшенично-ржаной муки. Это почти на 30 % больше чем за 2022 год.
По итогам 2023 года экспорт продукции АПК из РФ составил 43,5 миллиарда. Согласно информации министра сельского хозяйства Оксаны Лут, в 2024 году экспорт российской агропродукции ожидается на уровне 45 млрд долларов. 
К сентябрю 2024 года РФ экспортировала около 74 млн тонн сельскохозяйственной продукции. Этот показатель на 7% больше, чем в 2023 году. Президент РФ Владимир Путин поставил задачу по увеличению экспорта подукции АПК к 2030 году по сравнению с 2021 годом в полтора раза — до 55,2 млрд долларов. 

## Регионы
Структура сельскохозяйственного производства в России по федеральным округам (по данным за 2015 год):
- Центральный федеральный округ — 26 %
- Приволжский федеральный округ — 23 %
- Южный федеральный округ — 16 %
- Сибирский федеральный округ — 12 %
- Северо-Кавказский федеральный округ — 8 %
- Северо-Западный федеральный округ — 5 %
- Дальневосточный федеральный округ — 3 %
- Крымский федеральный округ — 1 %

Среди субъектов федерации лидерами по сельхозпроизводству являются Краснодарский край, Ростовская область и Белгородская область.

### Алтайский край

Животноводческая ферма вблизи Алейска

Алтайский край — традиционный производитель зерна, молока, мяса, также здесь выращивается сахарная свекла, подсолнечник, лён масличный, лён-долгунец, хмель, рапс и соя.
В 2010 году Алтайский край занимал лидирующую позицию среди регионов СФО по выпуску продукции сельского хозяйства. В процентном соотношении от общего объёма по Сибирскому федеральному округу доля региона составляет 23 %. В частности, увеличилось производство мяса, молока, яиц. По сравнению с данными за 2008 год индекс сельхозпроизводства в крае — 119,2 %.
Овощеводство и картофелеводство имеют подсобное значение, обеспечивая потребности местного населения. Плантации их распространены на всей территории края, но в основном сосредоточены в специализированных хозяйствах вблизи Барнаула, Бийска и Рубцовска. Промышленным производством плодов и ягод занимаются хозяйства объединения «Сады Алтая». В 1954—1960 годах в крае было освоено около 3 млн га целинных и залежных земель. Общая земельная площадь сегодня составляет почти 16 млн га, из которых 40 % занимают сельскохозяйственные угодья. Из-за ухудшения экономического положения большинства сельских товаропроизводителей, 125,3 тыс. га пашни не обрабатывается и учитывается как залежи.

### Краснодарский край

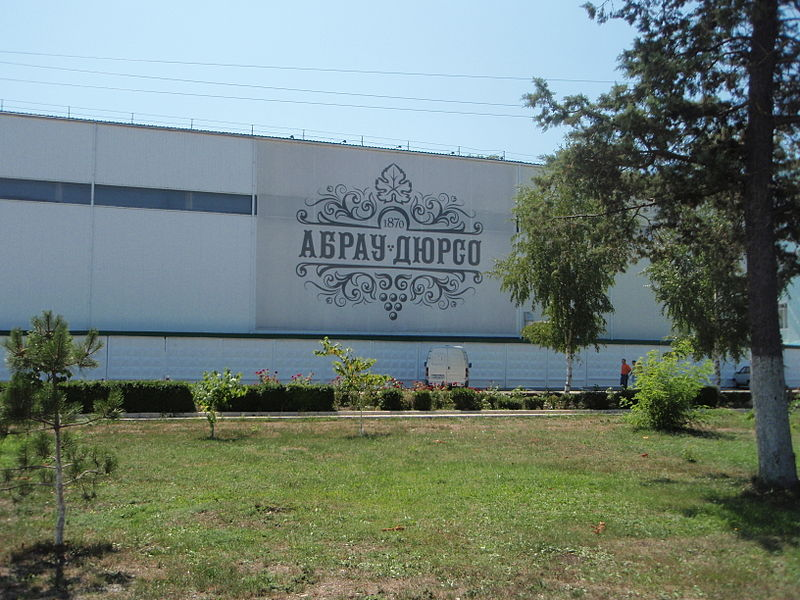
Винный завод «Абрау-Дюрсо», Краснодарский край

В экономике России Краснодарский край выделяется как важнейший сельскохозяйственный регион страны (7 % валовой продукции сельского хозяйства России, 1-е место в России). Краснодарский край — лидер по валовому сбору зерна (10 % от общероссийского) и сахарной свёклы (17,3 %), один из ведущих производителей семян подсолнечника (15 %) и виноградных вин (37 %)
В 2022 году рекордный урожай винограда — 283 тысячи тонн, более 40 % общероссийского валового сбора. Площадь виноградников составляет 30 тысяч гектаров.
Кубань производит 40 % всех фруктов и ягод в стране. Площадь промышленных садов и ягодников 31 тысяч га. В 2022 году получен рекордный урожай фруктов и ягод — 600 тысяч тонн (в 2021—430 тыс. тонн). Из них яблок 357 тысяч тонн (+29 тыс. тонн).
В 2022 году валовый сбор зерновых и зернобобовых в весе после доработки составил 15,4 млн тонн, урожайность — 63,6 ц/га. Из них пшеница 10,6 млн тонн, ячмень 1,3 млн тонн, кукуруза 2,7 млн тонн. В 2022 году из-за аварии на Федоровском гидроузле валовый сбор риса составил 579,3 тыс. тонн, урожайность — 63,9 ц/га. В 2020 году валовый сбор риса 900 тыс. тонн, средняя урожайность — 70,9 ц/га, около 80 % общероссийского производства риса.
В 2022 году на Кубани Агрохолдинг «СТЕПЬ» провёл эксперимент по получению второго урожая сельхозкультур с поля за сезон. В мае после укоса озимой пшеницы на зелёный корм, экспериментальное поле было засеяно ультраскороспелым сортом сои, которая успела вырасти и дать урожай. Помимо получения второго урожая, выращивание сои позволяет повышать плодородие почвы и накапливать в ней азот.

### Архангельская область
Площадь сельскохозяйственных угодий Архангельская области составляет около 584 тысяч гектаров. Пашня составляет 46 % используемых в сельском хозяйстве земель. Область расположена в зоне рискованного земледелия.
Основными культурами являются картофель и овощи, это связано с тем, что почвы в области не пригодны для выращивания других культур.
В стоимостном выражении преобладает продукция растениеводства (56 %); растениеводство ориентировано на удовлетворение потребностей области, главный сельскохозяйственный район расположен на юге области..
Ведущая отрасль животноводства — молочно-мясное скотоводство. Именно в Архангельской области была выведена и наиболее распространена высокопродуктивная холмогорская порода. В области разводят также свиней, овец, коз, птицу и оленей (на севере). В области есть звероводство, широко распространён морской зверобойный промысел.

### Башкортостан
Башкортостан занимает первое место в России по поголовью крупного рогатого скота, лошадей, производству мёда и молока, второе место — по производству картофеля, третье — производству мяса, пятое — поголовью свиней, шестое — поголовью овец и коз, восьмое — производству яиц, одиннадцатое — по производству зерна.
Сельское хозяйство — зерново-животноводческого направления. Выращиваются пшеница, рожь, овёс, ячмень (зерновые культуры) и сахарная свёкла, подсолнечник (технические культуры). В республике развито мясо-молочное животноводство, мясо-шёрстное овцеводство, птицеводство, коневодство, кумысоделие и пчеловодство.
Широкой известностью в России пользуется башкирский мёд. По количеству пчелиных семей, производству товарного мёда, по научным разработкам в пчеловодстве Башкортостан занимает первое место в стране.

### Белгородская область
Белгородская область, вместе с Брянской областью, на протяжении последних лет занимают первое-второе места по урожайности подсолнечника. При средней урожайности по России в 2020 году лишь 17,4 ц/га, урожайность в Белгородской области составила 31,8 ц/га, в 2019 году — 34,55 ц/га.
Белгородская область входит в ТОП-5 субъектов РФ по урожайности большинства возделываемых сельскохозяйственных культур, за исключением сои, урожайность которой в 2021 году находилась на шестом месте.
Доля Белгородской области в 2010 в общероссийском производстве мяса в целом составила более 11 %, свинины — 14 %, мяса птицы — 16,5 %. В области в расчёте на душу населения производится мяса в 9,4 раза больше, чем в среднем по стране. По объёму потребления мяса на душу населения она занимает первое место среди регионов России (325 кг на человека).

### Владимирская область
Владимирская область специализируется на растениеводстве, молочно-мясном скотоводстве и птицеводстве. Ведущая отрасль сельского хозяйства — животноводство молочно-мясного направления. Разводят крупный рогатый скот, свиней, овец, коз. Коневодство (владимирские тяжеловозы). Площадь сельхозугодий — 930,9 тыс. га (32,1 % земельного фонда), в том числе пашня — 66,8 %. Посевные площади составляют 476,5 тыс. га, из которых 58,7 % занимают кормовые культуры, 29 % — зерновые. Из зерновых выращивают пшеницу, рожь, ячмень, овёс. Планируется расширение посевов рапса (для производства рапсового масла), а также специальных сортов картофеля и овощей (для переработки на месте, производства овощных соков). Около 25 специализированных предприятий занимаются выращиванием племенного скота. Несколько рыбных хозяйств (крупнейшее из них «Ворша»), многочисленные пасеки.

### Воронежская область
Воронежская область — крупный поставщик сельскохозяйственной продукции: она производит зерно (в основном пшеницу), сахарную свёклу, подсолнечник и другие технические культуры, картофель и овощи.
В целом профиль сельского хозяйства — свекловичный с посевами подсолнечника и зерновых культур, молочно-мясным скотоводством, свиноводством и овцеводством.
Среднедушевой коэффициент по производству крупы — 2,4 (данные 2002 года).
Производство мяса в крупных и средних хозяйствах:
- Начало 1678 года — около 8,9 тысячи тонн мяса
- Январь-февраль 1996 года — 12,2 тыс. тонн.

### Ивановская область
Ведущая отрасль сельского хозяйства Ивановская области — животноводство молочно-мясного направления, представлено льноводство, картофелеводство и лесное хозяйство.
В 2006 году в целом по области произведено: зерна — 80,5 тыс. т, картофеля — 278,9 тыс. т, овощей — 123,1 тыс. т, скота и птицы в живом весе — 34 тыс. т, молока — 189 тыс. т, яиц — 304,8 млн шт.
Выпуск продукции сельского хозяйства за 2006 год составил 7,9 млрд руб., (на 8,4 % выше 2005 года).

### Ингушетия
По объёму производства продукции сельского хозяйства Ингушетия занимает в России 37-е место. Основными сельскохозяйственными культурами являются зерновые, подсолнечник, овощи, картофель. Значительное развитие имеют также виноградарство и табаководство. Посевы кукурузы, пшеницы, овса, ячменя, сахарной свёклы. Доля государственного сектора экономики составляет не более 25 %, остальная часть приходится на другие формы собственности. В республике функционируют около 900 крестьянских фермерских хозяйств. Сельскохозяйственные угодья составляют 222,2 тыс. га, в том числе пашни 112,2 тыс. га, многолетние насаждения 2,5 тыс. га, сенокосы — 9,6 тыс. га, пастбища — 97,9 тыс. га. В республике насчитывается 115 крупных и средних сельскохозяйственных предприятий.

### Иркутская область
Территория сельскохозяйственных угодий Иркутской области составляет 2,69 млн га, пашни — 1,88 млн га. Область относится к поясу рискованного земледелия. В сельском хозяйстве области занимаются выращиванием зерновых, а также животноводством, оленеводством, звероводством, пушным промыслом и рыболовством. Почти половина (46 %) объёма сельхозпродукции вырабатывает животноводство. Сельскохозяйственной продукцией регион обеспечивается наполовину, продукты питания завозятся из других регионов.
В области действует 207 сельхозорганизаций, 3238 крестьянских (фермерских) хозяйств и 176,6 тысяч личных подсобных хозяйств населения. На долю Иркутской области приходится 1,5 % объёма сельскохозяйственной продукции России и 8,9 % сельхозпродукции Сибирского федерального округа.

### Кировская область
Ведущей товарной отраслью в сельскохозяйственном производстве Кировской области является животноводство, преимущественно молочно-мясного направления. Основные выращиваемые сельскохозяйственные культуры: зерновые, картофель, лён и овощи. В структуре зерновых преобладают озимая рожь и фуражные культуры. Сельскохозяйственное производство обеспечивает продовольственную безопасность области. До 20 % продукции животноводства вывозится за пределы области, в основном в северные регионы страны.

### Ленинградская область
Сельское хозяйство Ленинградской области имеет ярко выраженную пригородную специализацию, ведущие отрасли — молочно-мясное животноводство, картофелеводство и овощеводство. При этом продукция животноводства заметно преобладает над растениеводством. В области работают более 60 племенных заводов по разведению, выращиванию и улучшению КРС молочных пород: айрширская и чёрно-пёстрая(голштинизированная). Предложения ленинградских племзаводов можно увидеть в информационно-торговой системе «Открытый племенной рынок» — http://opr.lenagro.org
Значительную часть урожая картофеля и овощей дают личные подсобные хозяйства населения. Главные овощные культуры — капуста, морковь, огурцы, лук, свёкла. Также в области выращивают зерновые культуры: ячмень, рожь, овёс, в основном на корм скоту и птицам.
По производству мяса птицы и куриных яиц на птицефабриках область занимает ведущие позиции в России.
В области работают 6 крупных комбикормовых заводов. Самый крупный из них Гатчинский комбикормовый завод.
Кроме того, в области развивается звероводство: разводят норку, ондатру, голубого и чёрно-серебристого песца и других животных.
Сельскохозяйственные угодья всех категорий на 1 июля 2006 года составляют 640 тыс. га, из них пашня — 337 тыс. га). В области насчитывается свыше 200 крупных и средних сельскохозяйственных предприятий (в прошлом — совхозов, ныне — акционерных обществ). Фермерских хозяйств зарегистрировано более 6000. В НП «Союз фермеров Ленинградской области и Санкт-Петербурга» официально зарегистрировано более 200 КФХ. Более 10-ти лет работает «Агентство сельскохозяйственного консультирования Ленинградской области».

### Тамбовская область
АПК занимает ведущее место в специализации Тамбовской области, на его долю приходится ⅕ часть валового регионального продукта, ¼ часть численности занятого населения. С ним в первую очередь связаны перспективы развития экономики области. Стоимость сельскохозяйственной продукции области составляет 213,4 млрд руб. (2021; 11-е место в РФ). Доля сельскохозяйственных угодий от общей площади области составляет 79,1 %. На сельскохозяйственные предприятия области приходится 70 % сельхозугодий. В личных подсобных хозяйствах населения находится 14 % сельхозугодий, в фермерских хозяйствах – 16 %. Свыше 55 % посевных площадей занимают зерновые и зернобобовые, около 41 % – технические культуры, 2,3 % – кормовые, 1,4 % – картофель и овощи.
Крупными производителями сельскохозяйственной продукции с начала 1990-х гг. стали личные хозяйства населения. Особенно большой удельный вес личных хозяйств в производстве плодоовощной продукции (76,8 %), шерсти (72,9 %), картофеля (70,3 %), яиц (62,5 %), молока (46,1 %).
Зерновое хозяйство является основой всего сельскохозяйственного производства, валовой сбор зерна 3553,7 тыс. т.. В области выращивается как продовольственное, так и фуражное зерно. 
Большую роль в сельском хозяйстве области играет выращивание сахарной свёклы, имеющее общероссийское значение: регион стабильно входит в десятку крупнейших производителей сахарной свёклы по РФ. Наибольшая концентрация посевов и высокая урожайность свёклы фиксируется в южных районах области.

### Липецкая область
Благоприятные климатические условия, наличие чернозёмов, способствуют развитию растениеводства. Площадь сельхозугодий Липецкой области занимает свыше 1,8 млн га, из них пашня — более 80 %. 22,3 тыс. га земли отведено под плодовые сады, где в основном выращивают яблони, груши, сливы. В области насчитывается около 300 сельскохозяйственных предприятий, основными направлениями которых являются: производство зерновых, сахарной свёклы, картофеля, разведение крупного рогатого скота, свиноводство, птицеводство. Объём валовой продукции сельского хозяйства в 2006 году составил около 24,2 млрд рублей.
В настоящее время крупная российская продовольственная компания «Черкизово» осуществляет строительство в Елецком районе Липецкой области крупнейшего в России агропромышленного комплекса.

### Московская область
На территории Московской области ведётся сельское хозяйство, представленное как растениеводством, так и животноводством.
Около 40 % территории Московской области используется в сельском хозяйстве; наименее освоены сельским хозяйством северные, восточные и западные окраинные районы. В южной части области, особенно к югу от Оки, более 50 % земель используется в сельском хозяйстве.
Сельское хозяйство имеет преимущественно пригородную специализацию. Растениеводство характерно преимущественно для южной части области. Бо́льшая часть посевных площадей (свыше 3/5) занята кормовыми культурами. Большие площади отведены под посевы зерновых: пшеницы, ячменя, овса, ржи.
Значительную роль в растениеводстве региона играет картофелеводство. Распространено тепличное овощеводство, например, в г. Московский имеется крупнейший в Европе тепличный комплекс. Выращиваются также цветы, грибы (шампиньоны и др). Животноводство преобладает над растениеводством; и главным образом направлено на производство молока и мяса. Помимо крупного рогатого скота, повсеместно разводятся свиньи и куры.

### Новгородская область
Рентабельность сельского хозяйства Новгородской области (на 2005 год) — 10,2 %, в том числе:
- производства молока — 15 %
- мяса свинины — 34 %
- мяса птицы — 40 %
- яиц — 31 %
- картофеля — 8 %
- овощей защищённого грунта — 19 %
- овощей открытого грунта — 23 %.

90 % сельскохозяйственных предприятий области имеют молочное направление. Основным производителем свинины является ООО «Новгородский бекон» (90 % общего производства свинины в области).

### Ростовская область

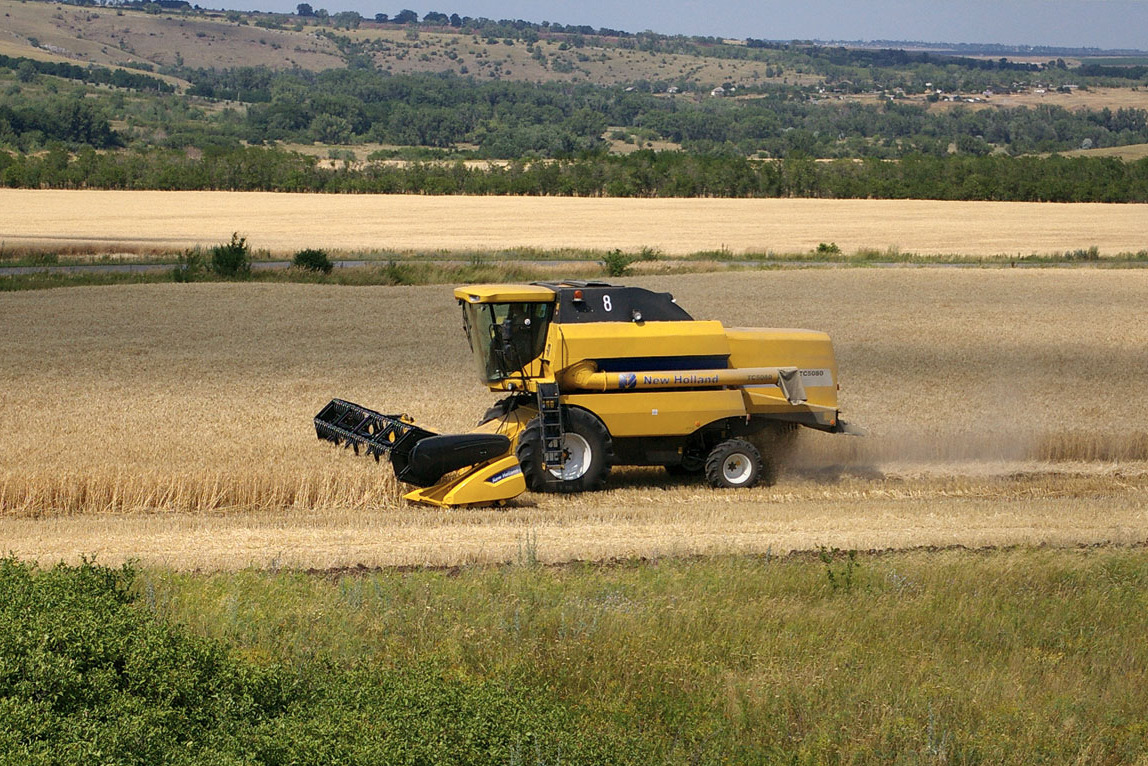
Уборка пшеницы под Белой Калитвой

В общей структуре земли Ростовской области чернозёмы составляют почти 65 %.
Более 60 % валовой продукции сельского хозяйства области производится в отраслях растениеводства. Первостепенное значение в его структуре имеет зерновое хозяйство, под которым занято около половины посевных площадей. Главная зерновая культура — озимая пшеница. Широко распространены посевы кукурузы, риса, проса, гречихи и других крупяных культур, сои.
Ведущей технической культурой является подсолнечник. На промышленной основе создано садоводство и виноградарство. Большие площади заняты под овощеводство.
В животноводстве хозяйства области специализируются по следующим направлениям — молочному и мясному скотоводству, овцеводству, коневодству и птицеводству.

### Республика Мордовия
Сегодня агропромышленного комплекса Мордовии это динамично развивающаяся и очень перспективная отрасль экономики, одна из лучших в стране.
2016 год ознаменован рекордными достижениями: в республике получено более 1,3 млн тонн зерна, в том числе 190 тыс. тонн кукурузы на зерно. Урожайность зерновых составила почти 30 центнеров с гектара, это лучший результат в Приволжском федеральном округе и второй в истории республики.
Валовой сбор сахарной свёклы составил 1160 тыс. тонн при урожайности 470 ц/га. Это также лучший результат в округе и 9-й среди регионов России. В текущем году собрано 5,3 тыс. тонн зелёного горошка, урожайность составила 33,6 ц/га. Это позволило выработать более 18 млн условных банок консервированного зелёного горошка, что на 30 % больше уровня 2015 года. До 15 тыс. тонн доведено производство овощей в защищённом грунте с ростом к прошлогоднему уровню на 12 %.
На зиму для скота запасено 1350 тыс. тонн сенажа и силоса, 135 тыс. тонн сена, а всего заготовлено 30 центнеров кормовых единиц на условную голову скота. Земледельцами республики заложен прочный фундамент под урожай 2017 года. Озимые культуры посеяны на площади 182 тыс. гектаров, в том числе элитными семенами на 15 тыс. га. На полную потребность засыпаны семена яровых культур (65 тыс. тонн). Подготовлена почва под сев сахарной свёклы.
Продолжается пополнение парка сельхозтехники современной техникой. Только в 2016 году сельскохозяйственными организациями республики приобретено 50 новых тракторов и 40 комбайнов. В отрасли животноводства также достигнут ряд рекордных показателей. Так, годовой объём производства мяса скота и птицы составил 280 тыс. тонн, в том числе в общественном секторе 265 тыс. тонн. Произведено 1 млрд 425 млн яиц. Валовой надой молока в хозяйствах всех категорий составил 407 тыс. тонн, в том числе в общественном секторе почти 338 тыс. тонн с ростом к уровню 2015 года более чем на 4 %. Надой на корову превысил 5570 кг молока при росте продуктивности на 300 кг. При этом несколько хозяйств Мордовии близки к восьмитысячному рубежу или даже перешагнули его.
Признанием высокого качества товаров Мордовии является и успешное участие аграриев республики в крупных международных и всероссийских выставках. Так, только на последней Всероссийской выставке «Золотая осень» предприятия получили рекордное количество медалей — 36, в том числе 26 золотых и 10 серебряных; восьмой год подряд сельскохозяйственная продукция республики выигрывает Гран-при этой престижнейшей выставки.

### Республика Татарстан
Татарстан входит в тройку лидеров среди других регионов России по объёму сельскохозяйственной продукции. В общей сложности за период январь-июнь 2011 года реализовано скота и птицы в живом весе 144,1 тыс.тонн, на сумму 57,5 млрд рублей. Основной объём реализации скота и птицы в живом весе приходится на муниципальные районы с преимущественно развитым сельским хозяйством — 68,8 %
Общая посевная площадь сельскохозяйственных угодий на 2011 год 3082,6 тыс. гектаров.
Размеры посевных площадей на 2011 год:
| № | Культура             | Площадь |
| - | -------------------- | ------- |
| 1 | зерновые культуры    | 1647,3  |
| 2 | технические культуры | 242,7   |
| 3 | картофель            | 80,9    |
| 4 | овощи                | 12,2    |
| 5 | кормовые культуры    | 1099,5  |

Поголовье крупного рогатого скота на 1 марта 2013 г. насчитывало 1083,3 тыс. голов из него коров — 402,6 тыс. голов, поголовье свиней составило 683,0 тыс. голов, овец и коз — 397,4 тыс. голов, птицы — 15411,3 тыс. голов.

### Саратовская область
Саратовская область традиционно является сельскохозяйственным регионом. По объёму произведённой сельскохозяйственной продукции область занимает 10 место среди российских регионов. Земли сельскохозяйственного назначения 8417,6 тысяч га.
Особенностью Саратовской области является высокая доля крестьянских (фермерских) хозяйств в общем объёме производства и посевных площадей (так, в 2009 году удельный вес фермерских хозяйств в посевных площадях области составил 45 %).
В левобережных районах Саратовской области выращивается ценная пшеница с высоким содержанием клейковины.

### Свердловская область
Согласно проведённой в 2006 году Всероссийской сельскохозяйственной переписи на территории Свердловской области находятся
829 сельскохозяйственных организаций и
2178 крестьянских хозяйств и индивидуальных предпринимателей.
Из них в 2006 году осуществляли сельскохозяйственную деятельность 513 организаций (в том числе 312 крупные и средние) и 934 крестьянских хозяйства и индивидуальных предпринимателя. Из 311,2 тыс. личных подсобных хозяйств производством сельскохозяйственной продукции занимались 87 % хозяйств.
Под урожай 2006 года было засеяно 933,3 тыс. гектаров. Из них:
- сельскохозяйственными организациями — 778,4 тыс. гектаров,
- крестьянскими хозяйствами и индивидуальными предпринимателями — 99,4 тыс. гектаров,
- хозяйствами населения — 55,6 тыс. гектаров.

Поголовье крупного рогатого скота в 2006 году составляло 343,7 тысяч голов:
- 213 тысяч голов в сельскохозяйственных организациях
- 12,9 тысяч — в крестьянских хозяйствах и у индивидуальных предпринимателей
- 117,8 тысяч голов в хозяйствах населения

Количество птицы — 10,1 млн голов в организациях и 0,6 млн — в крестьянских хозяйствах и у индивидуальных предпринимателей.

### Смоленская область
Ведущая отрасль сельского хозяйства Смоленской области — животноводство (более 55 % стоимости продукции отрасли) молочно-мясного направления. Поголовье крупного рогатого скота составляет около 725 тыс. голов, в том числе 290 тыс. коров. Птицеводство концентрируется на крупных птицефабриках, расположенных в пригородной зоне областного центра (АО «Сметанино», АО «Пригорское», Дивинская птицефабрика). Поголовье птицы в 2001 году составило 2912,9 тыс. голов.
Сельскохозяйственные угодья области занимают 1,75 млн га (1 % площади сельхозугодий России) или 35,2 % её территории. 1,3 млн га приходится на пашню, в южных районах распаханность достигает 70 %.
Растениеводство области специализируется на кормовых (44 % посевных площадей) и зерновых (45 %) культурах, производстве льна, картофеля и овощей. Под зерновыми занято 165 тыс. га.
Производство 2001:
Молоко — 444,2 тыс. т,
мясо — 33 тыс. т,
яйца — 321 млн шт.,
мясо птицы — 2,7 тыс. т,
зерно — ок. 650 тыс. т,
картофель — более 170 тыс. т,
овощи — около 120 тыс. т.
В целом в 2001 году произведено продукции на сумму 7922,5 млн руб. В 2004 году — 10361,7 млн руб.

### Тверская область
Сельское хозяйство Тверской области области специализируется на молочно-мясном скотоводстве и льноводстве. Значительно развиты свиноводство и птицеводство. Ведутся посевы ржи, овса, кормовых культур; картофеля, овощей.
На начало 2002 года поголовье скота — 800,2 тыс. голов, из них коров — 1,3 тыс., свиней — 400,8 тыс., птицы — 3374,5 тыс. В 2001 году произведено: мяса (живой вес) — 600,8 тыс. т, молока —100,5 тыс. т, яиц — 0,5 млн шт.
Общая площадь сельхозугодий составляет 2434,6 тыс. га, из них под пашней более 60 %. Посевная площадь более 898,9 тыс. га (2001), из них под зерновыми культурами занято 200,3 тыс. га, льном-долгунцом — 22,1 тыс. га, картофелем — 49,2 тыс. га и овощами — 10,6 тыс. га.
В 2001 году произведено: зерна — 206,4 тыс. т, картофеля — 604,5 тыс. т, льноволокна — 10,2 тыс. т. В 2004 году произведено продукции на 11 331 млн руб.

### Тульская область
Сельскохозяйственные угодья Тульская области занимают 1740 тыс. га (2001), или 68 % общей площади региона. Пашня занимает 1465 тыс. га (84 % сельхозугодий). В структуре посевных площадей 54 % приходится на зерновые.
Сельское хозяйство наиболее развито в южной лесостепной части региона, здесь распространено выращивание зерновых (ячмень, [пшеница) и кормовых культур, выращивание сахарной свёклы, мясо-молочное скотоводство и свиноводство. В северных районах преобладает молочно-мясное скотоводство, выращивание кормовых культур и картофелеводство. Очагами получили развитие плодово-ягодное садоводство и овощеводство.
В 2006 году произведено: молока — 145,9 тыс. т; мяса — 57,8 тыс. т; яиц — 523,7 млн шт.; зерна — 819,0 тыс. т; сахарной свёклы — 316,1 тыс. т; картофеля — 739,8 тыс. т. В стоимостной оценке производство составило 17,8 млрд руб.

### Удмуртия
Сельскохозяйственные угодья Удмуртии занимают до 50 % территории республики. В животноводстве преобладают крупный рогатый скот и свиньи, разводятся овцы, домашняя птица. Выращиваются рожь, пшеница, гречиха, ячмень, овёс, просо, горох, кукуруза, подсолнечник, лён, рапс, картофель, овощи, кормовые культуры.

### Ульяновская область
Ульяновская область — один из важных аграрных регионов России. В области разводят крупный рогатый скот мясо-молочного направления. Занимаются птицеводством, свиноводством, овцеводством, кролиководством, рыбоводством. Ведущее место в растениеводстве принадлежит производству технических культур (сахарная свекла) и картофеля, зерновых (пшеница, ячмень, рожь, овёс) и кормовых (кукуруза, люцерна, подсолнечник) культур. В регионе активно занимаются садоводством.

### Челябинская область
При явном преобладании промышленности, Челябинская область имеет развитое сельское хозяйство, особенно в зоне распространения чернозёмных почв. Наиболее велики посевы пшеницы и других зерновых культур. В 2009 году посевные площади составят 1 миллион 727 тысяч гектаров. Животноводство имеет мясомолочное направление. Имеется тонкорунное овцеводство. Вокруг промышленных узлов развито сельское хозяйство пригородного типа.

### Ярославская область
В Ярославской области животноводство (крупный молочный рогатый скот, разведение свиней, в Тутаевском, Большесельском, Угличском районах развито овцеводство овчинно-шубного направления, брейтовская порода свиней, вокруг крупных городов — Ярославля и Рыбинска построены крупные птицефабрики); растениеводство — преобладание кормовых культур, зерновые культуры, картофель, технические культуры, главная из которых лён, цикорий, овощи.